# Lista membrilor Academiei Române
|  | Rugăm completați lista și cu membrii din străinătate. O sursă eventual utilă ar fi: Academia Română: Lista completă a membrilor de onoare din străinătate în viață. Vedeți și Academicieni români, membri de onoare din străinătate. |

Aceasta este o listă a membrilor Academiei Române (fondatori, titulari, corespondenți, de onoare și post-mortem) în ordine alfabetică.

## A
| Nume                       | An naștere/deces | Ocupație                                             | Membru                             | Anul alegerii |
| -------------------------- | ---------------- | ---------------------------------------------------- | ---------------------------------- | ------------- |
| Monica Voichița Acalovschi | 1946–            | medic gastroentrolog, educator medical               | membru corespondent                | 2016          |
| Gheorghe Adamescu          | 1869–1942        | istoric literar, bibliograf, publicist               | membru corespondent                | 1921          |
| Gheorghe Adrian            | 1820–1889        | general, teoretician militar                         | membru de onoare                   | 1875          |
| Ștefan Afloroaei           | 1952 -           | filosof                                              | membru corespondent                | 2015          |
| Ion Agârbiceanu            | 1882–1963        | protopop greco-catolic, scriitor                     | membru titular                     | 1955          |
| Ion I. Agârbiceanu         | 1907–1971        | fizician                                             | membru corespondent                | 1963          |
| Lucian Liviu Albu          | 1951 -           | economist                                            | membru corespondent                | 2009          |
| Vasile Alecsandri          | 1821–1890        | scriitor, politician                                 | membru fondator                    | 1867          |
| Theodor Aman               | 1831–1891        | pictor, ilustrator                                   | membru post-mortem                 | 1991          |
| Bartolomeu-Valeriu Anania  | 1921–2011        | scriitor, gazetar, arhiepiscop și mitropolit ortodox | membru de onoare                   | 2010          |
| Constantin Anastasatu      | 1917–1995        | medic ftiziolog                                      | membru titular                     | 1990          |
| Nicolae A. Anastasiu       | 1940–            | geolog                                               | membru corespondent membru titular | 2001 2016     |
| Ion Andreescu              | 1850–1882        | pictor                                               | membru post-mortem                 | 1948          |
| Petre Andrei               | 1891–1940        | sociolog, filozof, politician                        | membru post-mortem                 | 1991          |
| Tudorel Andrei             | 1965–            | statistician                                         | membru corespondent                | 2024          |
| Cabiria Andreian Cazacu    | 1928-2018        | matematician                                         | membru de onoare                   | 2006          |
| Mihail Andricu             | 1894–1974        | compozitor                                           | membru corespondent                | 1948          |
| Ioan Andrieșescu           | 1888–1944        | arheolog                                             | membru corespondent                | 1928          |
| Marius Andruh              | 1954–            | chimist                                              | membru titular                     | 2009          |
| Constantin I. Angelescu    | 1869–1948        | medic chirurg, politician                            | membru de onoare                   | 1934          |
| Eugen I. Angelescu         | 1896–1968        | chimist                                              | membru titular                     | 1963          |
| Theodor Angheluță          | 1882–1964        | matematician                                         | membru de onoare                   | 1948          |
| Grigore Antipa             | 1867–1944        | biolog                                               | membru titular                     | 1910          |
| Ioan M. Anton              | 1924–2011        | inginer                                              | membru titular                     | 1974          |
| Petre Antonescu            | 1873–1965        | arhitect                                             | membru titular                     | 1945          |
| Ion S. Antoniu             | 1905–1987        | inginer                                              | membru corespondent                | 1963          |
| Iacov Antonovici           | 1856–1931        | episcop ortodox                                      | membru de onoare                   | 1919          |
| Marian Aprodu              | 1970–            | matematician                                         | membru corespondent                | 2022          |
| Constantin I. Aramă        | 1919–2003        | inginer                                              | membru titular                     | 1991          |
| Teoctist Arăpașu           | 1915–2007        | patriarh                                             | membru de onoare                   | 1999          |
| Ilie Ardelean              | 1906–1972        | medic igienă și sănătate publică                     | membru corespondent                | 1948          |
| Tudor Arghezi              | 1880–1967        | scriitor                                             | membru titular                     | 1955          |
| Constantin C. Arion        | 1855–1923        | politician                                           | membru de onoare                   | 1912          |
| Constantin N. Arseni       | 1912–1994        | medic neurochirurg, profesor universitar             | membru titular                     | 1991          |
| Neculai Asandei            | 1928–1999        | inginer chimist                                      | membru corespondent                | 1991          |
| Ana Aslan                  | 1897–1988        | medic fiziolog, gerontolog                           | membru titular                     | 1974          |
| George Assaky              | 1855–1899        | medic chirurg                                        | membru corespondent                | 1890          |
| Gheorghe Atanasiu          | 1893–1972        | fizician, geofizician                                | membru titular                     | 1963          |
| Ion Atanasiu               | 1892–1949        | geolog                                               | membru corespondent                | 1940          |
| Ioan Athanasiu             | 1868–1926        | veterinar                                            | membru corespondent                | 1911          |
| Sava Athanasiu             | 1861–1946        | geolog, paleontolog                                  | membru de onoare                   | 1945          |
| Petre S. Aurelian          | 1833–1909        | economist, agronom, politician                       | membru titular                     | 1871          |
| Alexandru Averescu         | 1859–1938        | mareșal                                              | membru de onoare                   | 1923          |
| Constantin Avram           | 1911–1987        | inginer                                              | membru corespondent                | 1963          |
| Andrei Avram               | 1930–2018        | lingvist                                             | membru corespondent                | 2010          |
| Aurel A. Avramescu         | 1903–1985        | inginer                                              | membru titular                     | 1963          |
| Victor Axenciuc            | 1928–            | economist                                            | membru de onoare                   | 2011          |

## B
| Nume                             | An naștere/deces | Ocupație                                    | Membru              | Anul alegerii |
| -------------------------------- | ---------------- | ------------------------------------------- | ------------------- | ------------- |
| Corneliu Baba                    | 1906–1997        | pictor                                      | membru titular      | 1990          |
| Victor Babeș                     | 1854–1926        | fiziolog, bacteriolog                       | membru titular      | 1893          |
| Vincențiu Babeș                  | 1821–1907        | publicist, jurist, politician               | membru fondator     | 1866          |
| Emanoil Bacaloglu                | 1830–1891        | fizician, chimist, matematician             | membru titular      | 1879          |
| Ion R. Baciu                     | 1921–2004        | medic                                       | membru titular      | 1993          |
| Ioan Baltog                      | 1939–2016        | fizician                                    | membru corespondent | 2016          |
| Mihai C. Băcescu                 | 1908–1999        | zoolog                                      | membru titular      | 1990          |
| Nicolae Ovidiu I. Badea          | 1963–            | inginer silvic                              | membru corespondent | 2014          |
| Dan Bădărău                      | 1893–1968        | filozof                                     | membru corespondent | 1963          |
| Eugen Bădărău                    | 1887–1975        | fizician                                    | membru titular      | 1948          |
| Mihail Viorel Bădescu            | 1953 -           | inginer chimist                             | membru titular      | 2017          |
| Victor Bădulescu                 | 1892–1954        | economist                                   | membru corespondent | 1945          |
| Dumitru Bagdasar                 | 1893–1946        | medic neurochirurg                          | membru post-mortem  | 1948          |
| Ovidiu Alexandru Băjenaru        | 1957–2020        | medic neurolog                              | membru corespondent | 2016          |
| Nicolae Bagdasar                 | 1896–1971        | filozof                                     | membru corespondent | 1943          |
| Alexandru T. Balaban             | 1931 -           | inginer chimist                             | membru titular      | 1990          |
| Constantin Bălăceanu-Stolnici    | 1923–2023        | medic neurolog                              | membru de onoare    | 1992          |
| Alexandru Balaci                 | 1916–2002        | istoric, critic literar                     | membru titular      | 1994          |
| Nicolae Bălan                    | 1882–1955        | mitropolit ortodox                          | membru de onoare    | 1920          |
| Ștefan Bălan                     | 1913–1991        | inginer                                     | membru titular      | 1963          |
| Mihail Bălănescu                 | 1922–2018        | fizician                                    | membru de onoare    | 2011          |
| Constantin Balmuș                | 1898–1957        | filolog                                     | membru titular      | 1948          |
| Gheorghe Balș                    | 1868–1934        | inginer, istoric de artă                    | membru titular      | 1923          |
| Ștefan Balș-Lupu                 | 1902–1994        | arhitect                                    | membru de onoare    | 1993          |
| Dan Bălteanu                     | 1943 -           | geograf                                     | membru titular      | 2009          |
| Dorel Banabic                    | 1956 -           | inginer mecanic                             | membru titular      | 2015          |
| Petre-Mihai Bănărescu            | 1921–2009        | zoolog, biogeograf                          | membru titular      | 2000          |
| Ion N. Băncilă                   | 1901–2001        | geolog                                      | membru titular      | 1991          |
| Axente Banciu                    | 1875–1959        | profesor, publicist                         | membru de onoare    | 1948          |
| Mircea Desideriu Banciu          | 1941–2005        | inginer chimist                             | membru titular      | 2000          |
| Nicolae Bănescu                  | 1878–1971        | istoric                                     | membru titular      | 1936          |
| Constantin Bănică                | 1942–1991        | matematician                                | membru corespondent | 1991          |
| Ion Banu                         | 1913–1993        | istoric                                     | membru corespondent | 1991          |
| Ladislau Banyai                  | 1907–1981        | istoric                                     | membru corespondent | 1974          |
| George S. Bărănescu              | 1919–2001        | inginer                                     | membru corespondent | 1963          |
| Eugen A. Barasch                 | 1906–1987        | jurist                                      | membru corespondent | 1963          |
| Constantin Baraschi              | 1902–1966        | sculptor                                    | membru corespondent | 1955          |
| Dan Barbilian (Ion Barbu)        | 1895–1961        | matematician, poet                          | membru post-mortem  | 1991          |
| Eugen Barbu                      | 1924–1993        | scriitor, gazetar                           | membru corespondent | 1974          |
| Viorel P. Barbu                  | 1941 -           | matematician                                | membru titular      | 1993          |
| Constantin Bărbulescu            | 1927–2010        | economist                                   | membru corespondent | 1993          |
| Ilie Bărbulescu                  | 1873–1945        | lingvist, filolog                           | membru corespondent | 1908          |
| Mihai Bărbulescu                 | 1947 -           | istoric, arheolog                           | membru corespondent | 2010          |
| Sava Barcianu-Popovici           | 1814–1879        | preot ortodox, profesor, politician         | membru corespondent | 1869          |
| Aurel Barglazan                  | 1905–1960        | inginer                                     | membru corespondent | 1955          |
| George Barițiu                   | 1812–1893        | teolog unit, publicist, istoric, politician | membru fondator     | 1866          |
| Alexandru Bârlădeanu             | 1911–1997        | economist, politician                       | membru titular      | 1955          |
| Ion Barnea                       | 1913–2004        | istoric, arheolog                           | membru de onoare    | 1999          |
| Constantin Barozzi               | 1833–1921        | general, geodez, cartograf                  | membru de onoare    | 1905          |
| Ștefan Bârsănescu                | 1895–1984        | pedagog                                     | membru corespondent | 1963          |
| Andrei Bârseanu                  | 1858–1922        | poet, folclorist                            | membru titular      | 1908          |
| Jean Bart (Eugeniu P. Botez)     | 1874–1933        | scriitor                                    | membru corespondent | 1922          |
| Ioan A. Bassarabescu             | 1870–1952        | scriitor                                    | membru corespondent | 1909          |
| Romeo Ștefan Belea               | 1932 -           | arhitect                                    | membru corespondent | 2010          |
| Aurel A. Beleș                   | 1891–1976        | inginer                                     | membru titular      | 1963          |
| Radu Beligan                     | 1918–2016        | actor                                       | membru de onoare    | 2004          |
| Vladimir Beliș                   | 1930–            | medic (medicină legală)                     | membru de onoare    | 2016          |
| Grigore Alexandru Benetato       | 1905–1972        | medic, fiziolog                             | membru titular      | 1955          |
| Gheorghe Benga                   | 1944 -           | medic                                       | membru titular      | 2015          |
| Gheorghe Bengescu                | 1848–1921        | diplomat, publicist                         | membru titular      | 1921          |
| Mihai Beniuc                     | 1907–1988        | scriitor                                    | membru titular      | 1955          |
| Ștefan Berceanu                  | 1914–1990        | medic, dramaturg                            | membru post-mortem  | 1991          |
| Dumitru Berciu                   | 1907–1998        | istoric, arheolog                           | membru de onoare    | 1997          |
| Martin Bercovici                 | 1902–1971        | inginer                                     | membru titular      | 1963          |
| Ștefan Bezdechi                  | 1888–1958        | filolog                                     | membru corespondent | 1945          |
| Wilhelm Georg Berger             | 1929–1993        | compozitor, muzicolog                       | membru corespondent | 1991          |
| Dan Berindei                     | 1923 - 2021      | istoric                                     | membru titular      | 1992          |
| Mihai Berza                      | 1907–1978        | istoric                                     | membru corespondent | 1963          |
| Marcu Beza                       | 1882–1949        | scriitor, diplomat                          | membru corespondent | 1923          |
| Ioan Bianu                       | 1856–1935        | filolog, bibliograf                         | membru titular      | 1902          |
| Mircea Dragoș Biji               | 1913–1992        | statistician                                | membru corespondent | 1965          |
| Emilian Birdaș                   | 1921–1996        | episcop ortodox                             | membru de onoare    | 1992          |
| Lucian Blaga                     | 1895–1961        | istoric, poet, dramaturg, eseist, diplomat  | membru titular      | 1936          |
| Marcian Bleahu                   | 1924–2019        | geolog, speolog, geograf                    | membru de onoare    | 2018          |
| Alexandru Boboc                  | 1930 -2020       | istoric                                     | membru corespondent | 2012          |
| Cornel Bodea                     | 1903–1985        | inginer chimist                             | membru corespondent | 1963          |
| Cornelia Bodea                   | 1916–2010        | istoric                                     | membru titular      | 1992          |
| Alexandru Bogdan                 | 1941–2021        | veterinar                                   | membru corespondent | 1991          |
| Ioan Bogdan                      | 1864–1919        | istoric, filolog                            | membru titular      | 1903          |
| Petru Bogdan                     | 1873–1944        | chimist                                     | membru titular      | 1926          |
| Gheorghe Bogdan-Duică            | 1866–1934        | istoric literar                             | membru titular      | 1919          |
| Vasile Bogrea                    | 1881–1926        | filolog, lingvist                           | membru corespondent | 1920          |
| Geo Bogza                        | 1908–1993        | scriitor                                    | membru titular      | 1955          |
| Zaharia Boiu                     | 1834–1903        | poet, publicist                             | membru corespondent | 1877          |
| Ion-Gheorghe Boldea              | 1945 -           | inginer                                     | membru corespondent | 2011          |
| Ioan Borcea                      | 1879–1936        | zoolog                                      | membru corespondent | 1919          |
| Teodor Bordeianu                 | 1902–1969        | inginer agronom, pomicultor                 | membru titular      | 1963          |
| Alexandru Borza                  | 1887–1971        | preot greco-catolic, botanist               | membru post-mortem  | 1990          |
| Nicolae Boșcaiu                  | 1925–2008        | biolog                                      | membru titular      | 1991          |
| Constantin Bosianu               | 1815–1882        | jurist, politician                          | membru de onoare    | 1879          |
| Demostene Botez                  | 1893–1973        | scriitor, publicist                         | membru corespondent | 1963          |
| Eugen C. Botezat                 | 1871–1964        | zoolog                                      | membru corespondent | 1913          |
| Radu Botezatu                    | 1921–1988        | geofizician                                 | membru corespondent | 1974          |
| Nicolae Botnariuc                | 1915–2011        | zoolog, biolog                              | membru titular      | 1990          |
| Marcu Botzan                     | 1913 - 2011      | inginer agronom                             | membru titular      | 1993          |
| Constantin Brăiloiu              | 1893–1958        | etnomuzicolog, compozitor                   | membru corespondent | 1946          |
| Grigore Brâncuș                  | 1929–2022        | lingvist                                    | membru titular      | 2011          |
| Constantin Brâncuși              | 1876–1957        | sculptor                                    | membru post-mortem  | 1990          |
| Dimitrie Brândză                 | 1846–1895        | medic, naturalist și botanist               | membru titular      | 1879          |
| Valeriu Braniște                 | 1869–1928        | publicist, politician, profesor             | membru de onoare    | 1919          |
| Pius Brânzeu                     | 1911–2002        | medic                                       | membru titular      | 1990          |
| Constantin I. Brătescu           | 1882–1945        | geograf                                     | membru corespondent | 1919          |
| Ioan Alexandru Brătescu-Voinești | 1868–1946        | scriitor                                    | membru titular      | 1918          |
| Constantin I. Brătianu           | 1844–1910        | general, geodez, topograf                   | membru corespondent | 1899          |
| Gheorghe I. Brătianu             | 1898–1953        | istoric, profesor universitar               | membru titular      | 1942          |
| Ion I. C. Brătianu               | 1864–1927        | politician liberal, inginer constructor     | membru de onoare    | 1923          |
| Ion C. Brătianu                  | 1821–1891        | politician liberal                          | membru de onoare    | 1885          |
| Vintilă I. C. Brătianu           | 1867–1930        | politician liberal, inginer constructor     | membru de onoare    | 1928          |
| Emilian Bratu                    | 1904–1991        | inginer chimist                             | membru titular      | 1974          |
| Nicolae Breban                   | 1934 -           | scriitor                                    | membru titular      | 2009          |
| Tiberiu Brediceanu               | 1877–1968        | compozitor, folclorist                      | membru corespondent | 1937          |
| Maria Brezeanu                   | 1924–2005        | chimist                                     | membru titular      | 1993          |
| Petru Broșteanu                  | 1838–1920        | publicist                                   | membru corespondent | 1889          |
| Ion Emil Bruckner                | 1912–1980        | medic                                       | membru titular      | 1974          |
| Ioan I. Bucur                    | 1951 -           | geolog                                      | membru corespondent | 2010          |
| Dorel Bucurescu                  | 1944–            | fizician                                    | membru corespondent | 2016          |
| Emanoil Bucuța                   | 1887–1946        | scriitor                                    | membru corespondent | 1941          |
| Constantin Budeanu               | 1886–1959        | inginer                                     | membru titular      | 1955          |
| Tudor Bugnariu                   | 1909–1988        | sociolog, publicist                         | membru corespondent | 1955          |
| Paul Bujor                       | 1862–1952        | zoolog                                      | membru de onoare    | 1948          |
| Augustin Bunea                   | 1857–1909        | canonic greco-catolic, istoric              | membru titular      | 1909          |
| Victor Bunea                     | 1903–1995        | inginer                                     | membru de onoare    | 1993          |
| Teodor T. Burada                 | 1839–1923        | folclorist, etnograf, mutzicolog            | membru corespondent | 1887          |
| Theodor Burghele                 | 1905–1977        | fiziolog                                    | membru titular      | 1963          |
| Emil Burzo                       | 1935 -           | fizician                                    | membru titular      | 2009          |
| Theodor Bușniță                  | 1900–1977        | hidrobiolog, ihtiolog, histolog             | membru corespondent | 1955          |
| Gheorghe Buzdugan                | 1916–2012        | inginer                                     | membru titular      | 1990          |
| Gheorghe Buzdugan                | 1867–1929        | politician                                  | membru de onoare    | 1929          |
| Augustin Buzura                  | 1938–2017        | scriitor                                    | membru titular      | 1992          |

## C
| Nume                               | An naștere/deces | Ocupație                                                 | Membru              | Anul alegerii |
| ---------------------------------- | ---------------- | -------------------------------------------------------- | ------------------- | ------------- |
| Nicolae Cajal                      | 1919–2004        | medic                                                    | membru titular      | 1990          |
| George Călinescu                   | 1899–1965        | critic, istoric literar, scriitor, publicist             | membru titular      | 1948          |
| Dimitrie Călugăreanu               | 1868–1937        | medic, naturalist                                        | membru corespondent | 1920          |
| Gheorghe Călugăreanu               | 1902–1976        | matematician                                             | membru titular      | 1963          |
| Eusebiu Camilar                    | 1910–1965        | scriitor                                                 | membru corespondent | 1955          |
| Petru M. Câmpeanu                  | 1809–1893        | filolog, traducător                                      | membru de onoare    | 1871          |
| Mircea C. Cancicov                 | 1884–1959        | economist, politician                                    | membru de onoare    | 1937          |
| Romulus Cândea                     | 1886–1973        | istoric                                                  | membru corespondent | 1929          |
| Virgil Cândea                      | 1927–2007        | istoric al culturii                                      | membru titular      | 1993          |
| Ioan Cantacuzino                   | 1863–1934        | medic, bacteriolog                                       | membru titular      | 1925          |
| Theodor Capidan                    | 1879–1953        | lingvist                                                 | membru titular      | 1935          |
| Ioan Caproșu                       | 1934–2021        | istoric                                                  | membru de onoare    | 2012          |
| Dumitru Caracostea                 | 1879–1964        | istoric literar, filolog, folclorist                     | membru titular      | 1938          |
| Aristide Caradja                   | 1861–1955        | entomolog                                                | membru de onoare    | 1930          |
| Elie Carafoli                      | 1901–1983        | inginer aeronautică                                      | membru titular      | 1948          |
| Boris Caragea                      | 1906–1982        | sculptor                                                 | membru corespondent | 1955          |
| Ion Luca Caragiale                 | 1852–1912        | scriitor                                                 | membru post-mortem  | 1948          |
| Ioan D. Caragiani                  | 1841–1921        | folclorist, traducător                                   | membru fondator     | 1866          |
| Petru Caraman                      | 1898–1980        | folclorist, filolog                                      | membru post-mortem  | 1991          |
| Nicolae Caranfil                   | 1893–1978        | inginer                                                  | membru corespondent | 1940          |
| Carol I al României                | 1839–1914        | domnitor, rege                                           | membru de onoare    | 1867          |
| Carol al II-lea al României        | 1893–1953        | domnitor, rege                                           | membru de onoare    | 1921          |
| Gheorghe Cartianu-Popescu          | 1907–1982        | inginer                                                  | membru corespondent | 1963          |
| Nicolae Cartojan                   | 1883–1944        | istoric literar                                          | membru titular      | 1941          |
| Boris Cazacu                       | 1919–1987        | lingvist, filolog                                        | membru corespondent | 1963          |
| Nichifor Ceapoiu                   | 1911–1994        | inginer agronom                                          | membru titular      | 1974          |
| Radu Cernătescu                    | 1894–1958        | chimist                                                  | membru titular      | 1948          |
| Mihail M. Cernea                   | 1931 -           | sociolog                                                 | membru corespondent | 2012          |
| Costin Cernescu                    | 1940 -           | medic                                                    | membru corespondent | 2001          |
| Nicolae Cernescu                   | 1904–1967        | chimist, pedolog                                         | membru titular      | 1963          |
| Paul Cernovodeanu                  | 1927–2006        | istoric                                                  | membru de onoare    | 1999          |
| Ioan Ceterchi                      | 1926–1992        | jurist                                                   | membru corespondent | 1974          |
| Sergiu I. Chiriacescu              | 1940–2010        | inginer                                                  | membru corespondent | 1999          |
| Constantin D. Chiriță              | 1902–1993        | pedolog                                                  | membru titular      | 1990          |
| Gheorghe Chițu                     | 1828–1897        | publicist, politician                                    | membru titular      | 1879          |
| Gheorghe Chivu                     | 1947 -           | filolog                                                  | membru corespondent | 2010          |
| Alexandru Cihac                    | 1825–1887        | filolog                                                  | membru de onoare    | 1872          |
| Iacob Cristian Stanislau Cihac     | 1800–1888        | medic, naturalist                                        | membru de onoare    | 1872          |
| Stefan Ciobanu                     | 1883–1950        | istoric, profesor universitar                            | membru titular      | 1918          |
| Daniel Ciobotea                    | 1951 -           | patriarh ortodox                                         | membru de onoare    | 2007          |
| Șerban Cioculescu                  | 1902–1988        | critic, istoric literar                                  | membru titular      | 1974          |
| Constantin Ciopraga                | 1916–2009        | critic, istoric literar, profesor universitar            | membru de onoare    | 1993          |
| Ecaterina Ciorănescu-Nenițescu     | 1909–2000        | chimist                                                  | membru titular      | 1974          |
| Florin Ciorăscu                    | 1914–1977        | fizician                                                 | membru corespondent | 1963          |
| Roman Ciorogariu                   | 1852–1936        | episcop ortodox                                          | membru de onoare    | 1921          |
| Dimitrie N. Ciotori                | 1885–1965        | politician, jurist, diplomat                             | membru de onoare    | 1936          |
| Timotei Cipariu                    | 1805–1887        | canonic greco-catolic, filolog, lingvist                 | membru fondator     | 1866          |
| Alexandru Cisman                   | 1897–1967        | fizician                                                 | membru corespondent | 1963          |
| Alexandru Ciucă                    | 1880–1972        | veterinar                                                | membru corespondent | 1946          |
| Mihai Ciucă                        | 1883–1969        | medic                                                    | membru titular      | 1938          |
| George Ciucu                       | 1927–1990        | matematician                                             | membru corespondent | 1974          |
| Alexandru Ciucurencu               | 1903–1977        | pictor                                                   | membru corespondent | 1963          |
| Gheorghe Ciuhandu                  | 1875–1947        | preot ortodox, publicist                                 | membru de onoare    | 1946          |
| Liviu Ciulei                       | 1923–2011        | regizor cineast, scenograf, actor, arhitect              | membru corespondent | 1992          |
| Ioan Ciurea                        | 1878–1943        | veterinar                                                | membru corespondent | 1927          |
| Constantin Climescu                | 1844–1926        | matematician                                             | membru corespondent | 1892          |
| Henri Coandă                       | 1886–1972        | inventator, inginer aeronautic                           | membru titular      | 1970          |
| Grigore Cobălcescu                 | 1831–1892        | geolog, paleontolog                                      | membru titular      | 1886          |
| Vasile Cocheci                     | 1922–1996        | inginer chimist                                          | membru corespondent | 1991          |
| Alexandru Codarcea                 | 1900–1974        | geolog                                                   | membru titular      | 1955          |
| Aurel Codoban                      | 1948–            | filosof, profesor universitar                            | membru corespondent | 2024          |
| Mihai Codreanu                     | 1876–1957        | poet                                                     | membru corespondent | 1942          |
| Radu Codreanu                      | 1904–1987        | biolog, citolog                                          | membru titular      | 1974          |
| Theodor Codrescu                   | 1819–1894        | istoric, publicist, filolog                              | membru corespondent | 1886          |
| Horia Colan                        | 1926-2017        | inginer, profesor universitar                            | membru titular      | 2010          |
| Nicolae Colan                      | 1893–1967        | mitropolit ortodox                                       | membru titular      | 1942          |
| Gheorghe Coldea                    | 1939 -           | biolog, specialist în botanică                           | membru corespondent | 2015          |
| Mihnea Colțoiu                     | 1954–2021        | matematician                                             | membru corespondent | 2006          |
| Dumitru Combiescu                  | 1887–1961        | medic                                                    | membru titular      | 1955          |
| Sorin Comoroșan                    | 1927 -           | biochimist, fizician                                     | membru de onoare    | 1992          |
| Dimitrie Comsa                     | 1846–1931        | agronom, profesor, politician                            | membru de onoare    | 1926          |
| Grigorie Comșa                     | 1889–1935        | episcop ortodox                                          | membru de onoare    | 1934          |
| Nicolae M. Condiescu               | 1880–1939        | general, scriitor                                        | membru de onoare    | 1938          |
| Emil Condurachi                    | 1912–1987        | istoric, arheolog, profesor universitar                  | membru titular      | 1955          |
| George (Gogu) Constantinescu       | 1881–1965        | inventator, inginer mecanic                              | membru titular      | 1965          |
| Gherasim Constantinescu            | 1902–1979        | oenolog                                                  | membru titular      | 1963          |
| Liviu Constantinescu               | 1914–1997        | geofizician                                              | membru titular      | 1990          |
| Miron Constantinescu               | 1917–1974        | sociolog, istoric, politician                            | membru titular      | 1974          |
| Nicolae N. Constantinescu          | 1920–2000        | economist                                                | membru titular      | 1990          |
| Paul Constantinescu                | 1909–1963        | compozitor                                               | membru corespondent | 1963          |
| Virgiliu Niculae G. Constantinescu | 1931–2009        | inginer                                                  | membru titular      | 1991          |
| Petre Constantinescu-Iași          | 1892–1977        | istoric, politician                                      | membru titular      | 1948          |
| Florin Constantiniu                | 1933–2012        | istoric                                                  | membru titular      | 2006          |
| Aretin Corciovei                   | 1930–1992        | fizician                                                 | membru corespondent | 1974          |
| Constantin Corduneanu              | 1928–2018        | matematician                                             | membru titular      | 2015          |
| Nicolae Corneanu                   | 1923 - 2014      | mitropolit ortodox                                       | membru de onoare    | 1992          |
| George Coșbuc                      | 1866–1918        | scriitor, poet, traducător                               | membru titular      | 1916          |
| Octavian Lazăr Cosma               | 1933 -           | muzicolog                                                | membru corespondent | 2011          |
| Leon C. Cosmovici                  | 1857–1921        | zoolog, fiziolog, profesor universitar                   | membru corespondent | 1893          |
| Paul Mircea Cosmovici              | 1921–2006        | jurist                                                   | membru titular      | 1995          |
| Mihai Costăchescu                  | 1884–1953        | istoric, folclorist                                      | membru corespondent | 1939          |
| Neculai Costăchescu                | 1876–1939        | chimist, politician                                      | membru de onoare    | 1936          |
| Teodor D. Costescu                 | 1864–1939        | profesor, politician                                     | membru de onoare    | 1934          |
| Alexandru Costin                   | 1880–1948        | jurist                                                   | membru titular      | 1948          |
| Valeriu D. Cotea                   | 1926-2016        | oenolog                                                  | membru titular      | 1993          |
| Ion Coteanu                        | 1920–1997        | lingvist                                                 | membru titular      | 1974          |
| Dimitrie Cozacovici                | 1790–1868        | istoric, filolog                                         | membru fondator     | 1866          |
| Emil C. Crăciun                    | 1896–1976        | medic                                                    | membru corespondent | 1963          |
| Nichifor Crainic                   | 1889–1972        | scriitor, ziarist, politician                            | membru titular      | 1940          |
| Grigore Crăiniceanu                | 1852–1935        | general                                                  | membru titular      | 1911          |
| Ion Creangă                        | 1839–1889        | scriitor, dascăl                                         | membru post-mortem  | 1948          |
| George Crețianu                    | 1829–1887        | poet, publicist, magistrat                               | membru de onoare    | 1882          |
| Dan Cristea                        | 1951 -           | inginer calculatoare, matematician, profesor universitar | membru corespondent | 2015          |
| Miron Cristea                      | 1868–1939        | patriarh ortodox                                         | membru de onoare    | 1919          |
| Paul Dan Cristea                   | 1941–2013        | inginer electronist, fizician, profesor universitar      | membru titular      | 2011          |
| Nicolae Dan Cristescu              | 1929–2020        | matematician                                             | membru titular      | 1992          |
| Romulus Cristescu                  | 1928–2021        | matematician                                             | membru titular      | 1990          |
| Gheorghe Cuciureanu                | 1814–1886        | medic, politician                                        | membru de onoare    | 1871          |
| Ioan Cuculescu                     | 1936 -           | matematician                                             | membru titular      | 2023          |
| Neculai Culianu                    | 1832–1915        | matematician, astronom                                   | membru corespondent | 1889          |
| Alexandru C. Cuza                  | 1857–1947        | profesor, politician                                     | membru titular      | 1936          |

## D
| Nume                         | An naștere/deces | Ocupație                                                             | Membru              | Anul alegerii |
| ---------------------------- | ---------------- | -------------------------------------------------------------------- | ------------------- | ------------- |
| Daniel Dăianu                | 1952 -           | economist                                                            | membru corespondent | 2001          |
| Constantin Daicoviciu        | 1898–1973        | istoric, arheolog, profesor universitar                              | membru titular      | 1955          |
| Dimitrie Dan                 | 1856–1927        | folclorist, istoric                                                  | membru corespondent | 1904          |
| Leon Dănăilă                 | 1933 -           | medic neurochirurg                                                   | membru titular      | 2004          |
| Negoiță Dănăilă              | 1878–1953        | chimist                                                              | membru de onoare    | 1939          |
| Wilhelm Dancă                | 1959 -           | preot romano-catolic, profesor universitar                           | membru corespondent | 2013          |
| Leon Silviu Daniello         | 1898–1970        | medic, profesor universitar                                          | membru corespondent | 1965          |
| Daniel Danielopolu           | 1884–1955        | fiziolog, clinician, farmacolog, profesor universitar                | membru de onoare    | 1938          |
| Dan Dascălu                  | 1942–2021        | inginer                                                              | membru titular      | 1993          |
| Nicolae Dașcovici            | 1888–1969        | jurist, istoric, publicist                                           | membru corespondent | 1948          |
| Mihail D. David              | 1886–1954        | geograf, geolog                                                      | membru corespondent | 1935          |
| David Davidescu              | 1916–2004        | inginer agronom                                                      | membru titular      | 1990          |
| Barbu Ștefănescu Delavrancea | 1858–1918        | scriitor                                                             | membru titular      | 1912          |
| Dan Eugen Demco              | 1942 -           | fizician, profesor universitar                                       | membru corespondent | 2011          |
| Crișan Demetrescu            | 1940 -           | fizician                                                             | membru corespondent | 2006          |
| Gheorghe Demetrescu          | 1885–1969        | astronom, seismolog                                                  | membru titular      | 1955          |
| Anghel Demetriescu           | 1847–1903        | teoretician, critic literar                                          | membru corespondent | 1902          |
| Aron Densușianu              | 1837–1900        | istoric literar, profesor universitar, folclorist                    | membru corespondent | 1877          |
| Nicolae Densusianu           | 1846–1911        | istoric, jurist                                                      | membru corespondent | 1880          |
| Ovid Densusianu              | 1873–1938        | filolog, lingvist, folclorist, istoric literar                       | membru titular      | 1918          |
| Emanuel Diaconescu           | 1944–2011        | inginer                                                              | membru corespondent | 1990          |
| Alexandru Dima               | 1905–1979        | critic, istoric literar                                              | membru corespondent | 1963          |
| Gheorghe Dima                | 1847–1925        | compozitor, dirijor, profesor universitar                            | membru de onoare    | 1919          |
| Teodor Dima                  | 1939–2019        | filosof, logician                                                    | membru titular      | 2011          |
| Radu Alexandru Dimitrescu    | 1926-2013        | geolog                                                               | membru titular      | 1996          |
| Florica Dimitrescu-Niculescu | 1928 -           | lingvist                                                             | membru de onoare    | 2011          |
| Ambrosiu Dimitrovici         | 1838–1866        | publicist                                                            | membru fondator     | 1866          |
| Paul Gh. Dimo                | 1905–1990        | inginer                                                              | membru titular      | 1990          |
| Nicolae Dinculeanu           | 1925–2024        | matematician                                                         | membru de onoare    | 2003          |
| Constantin N. Dinculescu     | 1898–1990        | inginer                                                              | membru titular      | 1990          |
| Gabriela Pană Dindelegan     | 1942 -           | lingvist                                                             | membru corespondent | 2004          |
| Mircea Djuvara               | 1886–1945        | filosof, jurist                                                      | membru corespondent | 1936          |
| Dumitru Dobrescu             | 1927–2020        | farmacolog                                                           | membru corespondent | 1992          |
| Emilian Dobrescu             | 1933 -           | economist                                                            | membru titular      | 1990          |
| Nicolae Dobrescu             | 1874–1914        | istoric                                                              | membru corespondent | 1911          |
| Constantin Dobrogeanu-Gherea | 1855–1920        | critic, teoretician literar, gazetar                                 | membru post-mortem  | 1948          |
| Nicolae Docan                | 1874–1933        | istoric                                                              | membru corespondent | 1915          |
| Ion Dogaru                   | 1935-2018        | jurist                                                               | membru corespondent | 2001          |
| Octav Doicescu               | 1902–1981        | arhitect, profesor universitar                                       | membru titular      | 1974          |
| Ștefan Augustin Doinaș       | 1922–2002        | scriitor, poet                                                       | membru titular      | 1992          |
| Gheorghe Dolgu               | 1929-2017        | economist                                                            | membru de onoare    | 2010          |
| Vintilă Dongoroz             | 1893–1983        | jurist                                                               | membru corespondent | 1948          |
| Nicolae Donici               | 1874–1960        | astronom                                                             | membru de onoare    | 1922          |
| Toma Dordea                  | 1921 - 2015      | inginer                                                              | membru titular      | 1994          |
| Gleb Drăgan                  | 1920 - 2014      | inginer                                                              | membru titular      | 2004          |
| Mihai Corneliu Drăgănescu    | 1929–2010        | inginer                                                              | membru titular      | 1990          |
| Nicolae Drăganu              | 1884–1939        | filolog, lingvist, lexicograf, istoric literar, profesor universitar | membru titular      | 1939          |
| Matei Drăghiceanu            | 1844–1939        | inginer, geolog                                                      | membru de onoare    | 1933          |
| Virgil N. Drăghiceanu        | 1879–1964        | istoric                                                              | membru corespondent | 1926          |
| Sabin V. Drăgoi              | 1894–1968        | compozitor, folclorist                                               | membru corespondent | 1955          |
| Silviu Dragomir              | 1888–1962        | istoric, politician, profesor universitar                            | membru titular      | 1928          |
| Mihail Dragomirescu          | 1868–1942        | estetician, critic literar                                           | membru de onoare    | 1938          |
| Lazăr Dragoș                 | 1930–2009        | matematician                                                         | membru titular      | 1992          |
| Coriolan Drăgulescu          | 1907–1977        | chimist                                                              | membru titular      | 1963          |
| Constantin Drâmbă            | 1907–1997        | astronom, matematician                                               | membru titular      | 1990          |
| Dan Dubină                   | 1950 -           | inginer                                                              | membru titular      | 2015          |
| Ioan Dumitrache              | 1940 -           | inginer energetician                                                 | membru titular      | 2017          |
| Dumitru Dumitrescu           | 1904–1984        | inginer                                                              | membru titular      | 1963          |
| Geo (Gheorghe) V. Dumitrescu | 1920–2004        | scriitor, gazetar                                                    | membru corespondent | 1993          |
| Mircia Dumitrescu            | 1941 -           | artist plastic, ilustrator                                           | membru corespondent | 2013          |
| Sorin Dumitrescu             | 1946 - 2024      | pictor, profesor universitar                                         | membru corespondent | 2006          |
| Zoe Dumitrescu-Bușulenga     | 1920–2006        | filolog, critic și istoric literar, politician                       | membru titular      | 1990          |

## E
| Nume                                                      | An naștere/deces | Ocupație                                | Membru              | Anul alegerii |
| --------------------------------------------------------- | ---------------- | --------------------------------------- | ------------------- | ------------- |
| Nicolae Edroiu                                            | 1939-2018        | istoric                                 | membru corespondent | 1999          |
| Victor Eftimiu                                            | 1889–1972        | scriitor                                | membru titular      | 1948          |
| Mircea Eliade                                             | 1907–1986        | filozof, eseist, romancier              | membru post-mortem  | 1990          |
| Pompiliu Eliade                                           | 1869–1914        | istoric literar                         | membru corespondent | 1912          |
| Alexandru Elian                                           | 1910–1998        | istoric                                 | membru titular      | 1993          |
| Jacques H. Elias                                          | 1844–1923        | bancher                                 | membru post-mortem  | 1993          |
| Grigore Eliescu                                           | 1898–1975        | entomolog                               | membru corespondent | 1948          |
| Elisabeta (Paula Ottilia Elisa) (Carmen Sylva) de Neuwied | 1843–1916        | regină a României, scriitor, poet       | membru de onoare    | 1881          |
| Mihai Eminescu                                            | 1850–1889        | poet, scriitor, publicist               | membru post-mortem  | 1948          |
| David Emmanuel                                            | 1854–1941        | matematician                            | membru de onoare    | 1936          |
| George Enescu                                             | 1881–1955        | compozitor, violonist, pianist, dirijor | membru titular      | 1932          |
| Ioan Enescu                                               | 1884–1972        | medic                                   | membru titular      | 1955          |
| Dumitru Enescu                                            | 1930-2012        | geolog, geofizician                     | membru de onoare    | 2011          |
| Constantin Erbiceanu                                      | 1838–1913        | istoric                                 | membru titular      | 1899          |
| Vespasian Erbiceanu                                       | 1863–1943        | jurist                                  | membru corespondent | 1932          |
| Constantin Esarcu                                         | 1836–1898        | naturalist, medic, politician           | membru corespondent | 1884          |

## F
| Nume                    | An naștere/deces | Ocupație                                  | Membru              | Anul alegerii |
| ----------------------- | ---------------- | ----------------------------------------- | ------------------- | ------------- |
| Ion Făgărășanu          | 1900–1987        | medic                                     | membru titular      | 1963          |
| Ștefan Fălcoianu        | 1835–1905        | general, matematician, istoric            | membru titular      | 1876          |
| Anastasie Fătu          | 1816–1886        | medic, botanist                           | membru titular      | 1871          |
| Iacob Felix             | 1832–1905        | medic                                     | membru titular      | 1879          |
| Ferdinand I al României | 1865–1927        | domnitor, rege al României                | membru de onoare    | 1890          |
| Florin Gheorghe Filip   | 1947 -           | inginer                                   | membru titular      | 1999          |
| Gheorghe Em. Filipescu  | 1885–1937        | inginer                                   | membru corespondent | 1936          |
| Ion P. Filipescu        | 1927–2002        | jurist                                    | membru titular      | 1993          |
| Miltiade Filipescu      | 1901–1993        | geolog, paleontolog                       | membru titular      | 1963          |
| Ioan Constantin Filitti | 1879–1945        | istoric, jurist, diplomat                 | membru corespondent | 1915          |
| Mircea Flonta           | 1932 -           | filosof                                   | membru corespondent | 1992          |
| Maria-Luisa Flonta      | 1944 -           | biolog                                    | membru corespondent | 2011          |
| Nicolae Florea          | 1921 -           | inginer chimist                           | membru de onoare    | 2015          |
| Mihail Florescu         | 1912–2000        | inginer chimist                           | membru corespondent | 1974          |
| Mircea Florian          | 1888–1960        | filozof                                   | membru post-mortem  | 1990          |
| Octavian Fodor          | 1913–1976        | medic, profesor universitar               | membru titular      | 1974          |
| Gheorghe Marin Fontanin | 1825–1886        | profesor                                  | membru titular      | 1870          |
| George Fotino           | 1896–1969        | jurist, istoric                           | membru corespondent | 1945          |
| Petre T. Frangopol      | 1933–2020        | chimist, cercetător, profesor universitar | membru de onoare    | 2012          |
| Iustin Ștefan Frățiman  | 1870–1927        | istoric                                   | membru corespondent | 1919          |
| Erwin M. Friedländer    | 1925–2004        | fizician                                  | membru de onoare    | 2003          |

## G
| Nume                     | An naștere/deces | Ocupație                                            | Membru              | Anul alegerii |
| ------------------------ | ---------------- | --------------------------------------------------- | ------------------- | ------------- |
| Gábor Gaál               | 1891–1954        | publicist, estetician, critic literar               | membru titular      | 1948          |
| Gala Galaction           | 1879–1961        | preot ortodox, scriitor                             | membru titular      | 1947          |
| Ernő Gáll                | 1917–2000        | sociolog, scriitor                                  | membru corespondent | 1974          |
| Nicolae Gane             | 1838–1916        | scriitor                                            | membru titular      | 1908          |
| Zeno Gârban              | 1939 -           | chimist                                             | membru corespondent | 2011          |
| Moses Gaster             | 1856–1939        | filolog, istoric literar , folclorist               | membru de onoare    | 1929          |
| Iulian P. Gavăț          | 1900–1978        | inginer, geolog                                     | membru corespondent | 1955          |
| Mihai Gavrilă            | 1929 -           | fizician                                            | membru corespondent | 1974          |
| Constantin C. Georgescu  | 1898–1968        | inginer silvic, zooentomolog, fitopatolog           | membru corespondent | 1948          |
| George Georgescu         | 1887–1964        | dirijor                                             | membru corespondent | 1963          |
| Pimen Georgescu          | 1853–1934        | mitropolit ortodox                                  | membru de onoare    | 1918          |
| Valentin Al. Georgescu   | 1908–1995        | jurist, istoric al dreptului                        | membru titular      | 1992          |
| Dionisie Germani         | 1877–1948        | inginer                                             | membru de onoare    | 1945          |
| Dimitrie Gerota          | 1867–1939        | medic                                               | membru corespondent | 1916          |
| Iosif Gheorghian         | 1829–1909        | mitropolit ortodox                                  | membru de onoare    | 1901          |
| Constantin V. Gheorghiu  | 1894–1956        | chimist                                             | membru corespondent | 1955          |
| Ion Alin Gheorghiu       | 1929–2001        | pictor                                              | membru titular      | 1999          |
| Ion S. Gheorghiu         | 1885–1968        | inginer                                             | membru titular      | 1952          |
| Mihnea Gheorghiu         | 1919–2011        | scriitor, traducător, cineast                       | membru titular      | 1996          |
| Traian Gheorghiu         | 1887–1968        | fizician                                            | membru corespondent | 1948          |
| Vasile Gheorghiu         | 1872–1959        | profesor, teolog ortodox                            | membru de onoare    | 1938          |
| Leonida Gherasim         | 1929 -           | medic                                               | membru de onoare    | 2001          |
| Vasile Gheție            | 1903–1990        | medic veterinar                                     | membru titular      | 1990          |
| Gheorghe Ghibănescu      | 1864–1936        | istoric, filolog                                    | membru corespondent | 1905          |
| Onisifor Ghibu           | 1883–1972        | istoric, pedagog, politician, publicist             | membru corespondent | 1919          |
| Alexandru Ghica          | 1902–1964        | matematician                                        | membru titular      | 1963          |
| Ion Ghica                | 1816–1897        | scriitor, economist, politician                     | membru titular      | 1874          |
| Nicolae Ghica-Budești    | 1869–1943        | arhitect                                            | membru de onoare    | 1937          |
| Ștefan Ghika-Budești     | 1904–1959        | geolog                                              | membru corespondent | 1955          |
| Nicolae Ghilezan         | 1938 -           | medic, profesor universitar                         | membru corespondent | 2000          |
| Vasile Gionea            | 1914–1999        | jurist                                              | membru de onoare    | 1993          |
| Nicolae Giosan           | 1921–1990        | inginer agronom                                     | membru titular      | 1974          |
| George Giuglea           | 1884–1967        | lingvist                                            | membru corespondent | 1936          |
| Constantin C. Giurescu   | 1901–1977        | istoric, profesor universitar                       | membru titular      | 1974          |
| Constantin Giurescu      | 1875–1918        | istoric, profesor universitar                       | membru titular      | 1914          |
| Dinu C. Giurescu         | 1927 - 2018      | istoric                                             | membru titular      | 2001          |
| Margareta Giurgea        | 1915–2011        | fizician                                            | membru titular      | 1992          |
| Victor Giurgiu           | 1930–2021        | inginer silvic                                      | membru titular      | 2009          |
| Dan Giușcă               | 1904–1988        | geolog                                              | membru titular      | 1974          |
| Răzvan Givulescu         | 1920–2007        | geolog, paleobotanist                               | membru de onoare    | 1993          |
| Virgil Gligor            | 1918–1977        | veterinar                                           | membru corespondent | 1963          |
| Octavian Goga            | 1881–1938        | poet, publicist, politician                         | membru titular      | 1919          |
| Constantin Gogu          | 1854–1897        | matematician, astronom                              | membru corespondent | 1889          |
| Iosif Goldiș             | 1836–1902        | episcop ortodox                                     | membru corespondent | 1882          |
| Vasile Goldiș            | 1862–1934        | politician, publicist, profesor                     | membru de onoare    | 1919          |
| Marian Traian Gomoiu     | 1936–2021        | biolog, oceanolog                                   | membru titular      | 2015          |
| Ștefan Gonata            | 1838–1896        | agronom, politician                                 | membru fondator     | 1867          |
| Paul Gore                | 1875–1927        | istoric                                             | membru de onoare    | 1919          |
| Arthur Gorovei           | 1864–1951        | folclorist, etnograf                                | membru de onoare    | 1940          |
| Grigore Grădișteanu      | 1816–1892        | traducător, politician                              | membru de onoare    | 1879          |
| Petru Grădișteanu        | 1839–1921        | publicist, politician                               | membru de onoare    | 1883          |
| Alexandru Graur          | 1900–1988        | lingvist, profesor universitar                      | membru titular      | 1955          |
| Dimitrie Grecescu        | 1841–1910        | botanist, medic                                     | membru titular      | 1907          |
| Ștefan Dimitrie Grecianu | 1825–1908        | istoric                                             | membru de onoare    | 1905          |
| Vasile Grecu             | 1885–1972        | filolog                                             | membru corespondent | 1936          |
| Dan Grigorescu           | 1931–2008        | critic, istoric de artă                             | membru titular      | 2004          |
| Lucian Grigorescu        | 1894–1965        | pictor                                              | membru corespondent | 1948          |
| Nicolae Grigorescu       | 1838–1907        | pictor                                              | membru de onoare    | 1899          |
| Radu Grigorovici         | 1911–2008        | fizician                                            | membru titular      | 1990          |
| Constantin I. Gulian     | 1914–2011        | filozof                                             | membru titular      | 1955          |
| Marius Guran             | 1936–2019        | inginer                                             | membru de onoare    | 2011          |
| Dimitrie Gusti           | 1880–1955        | sociolog, filosof, estetician, profesor universitar | membru titular      | 1919          |
| Mihail Gușuleac          | 1887–1960        | botanist                                            | membru corespondent | 1937          |
| Valeria Guțu Romalo      | 1928 -           | lingvist, cercetător, profesor universitar          | membru de onoare    | 2006          |

## H
| Nume                      | An naștere/deces | Ocupație                                          | Membru              | Anul alegerii |
| ------------------------- | ---------------- | ------------------------------------------------- | ------------------- | ------------- |
| Ionel Haiduc              | 1937 -           | chimist, profesor universitar                     | membru titular      | 1991          |
| Mendel Haimovici          | 1906–1973        | matematician                                      | membru titular      | 1963          |
| Pantelimon (Pan) Halippa  | 1883–1979        | publicist, politician                             | membru corespondent | 1918          |
| Constantin N. Hamangiu    | 1869–1932        | jurist                                            | membru de onoare    | 1930          |
| Nicolae Dragoș Hâncu      | 1940 -           | medic nutriționist, profesor universitar          | membru de onoare    | 2011          |
| Spiru Haret               | 1851–1912        | matematician, sociolog, profesor, politician      | membru titular      | 1892          |
| Constantin N. Hârjeu      | 1856–1928        | general, inginer                                  | membru corespondent | 1909          |
| Bogdan Petriceicu Hasdeu  | 1838–1907        | filolog, scriitor, folclorist, istoric, publicist | membru titular      | 1877          |
| Alexandru Hasdeu (Hâjdeu) | 1811–1872        | scriitor, profesor                                | membru fondator     | 1866          |
| Cornel Hațegan            | 1940 -           | fizician, cercetător                              | membru corespondent | 1992          |
| Emil Hațieganu            | 1878–1959        | jurist, politician                                | membru de onoare    | 1945          |
| Iuliu Hațieganu           | 1885–1959        | medic, profesor universitar                       | membru titular      | 1955          |
| Dan Hăulică               | 1932–2014        | eseist, critic de artă                            | membru corespondent | 1993          |
| Ion Haulică               | 1924–2010        | medic                                             | membru titular      | 1994          |
| Ștefan Hepites            | 1851–1922        | fizician, meteorolog                              | membru titular      | 1902          |
| Cristian Ioan D. Hera     | 1933 -           | inginer                                           | membru titular      | 2004          |
| Enea Hodoș                | 1858–1945        | folclorist, scriitor                              | membru corespondent | 1904          |
| Iosif Hodoș               | 1829–1880        | istoric, politician                               | membru fondator     | 1866          |
| Maria Holban              | 1901–1991        | istoric                                           | membru corespondent | 1990          |
| Nicolae Hortolomei        | 1885–1961        | medic                                             | membru titular      | 1948          |
| Iuliu Hossu               | 1885–1970        | episcop greco-catolic, cardinal                   | membru de onoare    | 1945          |
| Ioan Huber-Panu           | 1904–1974        | inginer geolog                                    | membru corespondent | 1955          |
| Horia Hulubei             | 1896–1972        | fizician, profesor universitar                    | membru titular      | 1946          |
| Alexandru Hurmuzaki       | 1823–1871        | publicist, politician                             | membru fondator     | 1866          |
| Constantin N. Hurmuzaki   | 1863–1937        | entomolog                                         | membru de onoare    | 1919          |
| Eudoxiu de Hurmuzaki      | 1812–1874        | istoric                                           | membru titular      | 1872          |
| Nicolae Hurmuzaki         | 1826–1909        | politician                                        | membru de onoare    | 1883          |
| Dragomir Hurmuzescu       | 1865–1954        | fizician, profesor universitar                    | membru corespondent | 1916          |

## I
| Nume                          | An naștere/deces | Ocupație                                                       | Membru              | Anul alegerii |
| ----------------------------- | ---------------- | -------------------------------------------------------------- | ------------------- | ------------- |
| Caius Iacob                   | 1912–1992        | matematician, profesor universitar, parlamentar                | membru titular      | 1963          |
| Simion Iagnov                 | 1892–1958        | medic                                                          | membru corespondent | 1948          |
| Aurel Gh. Iancu               | 1928 -           | economist                                                      | membru titular      | 2001          |
| Ion Ianoși                    | 1928-2016        | filozof, profesor universitar                                  | membru de onoare    | 2001          |
| Virgil Ianovici               | 1900–1990        | geolog                                                         | membru titular      | 1990          |
| Garabet Ibrăileanu            | 1871–1936        | critic, istoric literar                                        | membru post-mortem  | 1948          |
| Dorin Ieșan                   | 1941 -           | matematician                                                   | membru corespondent | 2001          |
| Constantin C. Iliescu         | 1892–1978        | medic                                                          | membru titular      | 1965          |
| Ion Inculeț                   | 1884–1940        | politician                                                     | membru titular      | 1918          |
| Grigore L. Ioachim            | 1906–1979        | inginer                                                        | membru corespondent | 1963          |
| George Ioanid                 | 1800–1888        | profesor                                                       | membru de onoare    | 1871          |
| Traian Ionașcu                | 1897–1981        | jurist                                                         | membru titular      | 1974          |
| Constantin N. Ionescu         | 1905–1956        | chimist, farmacist                                             | membru corespondent | 1948          |
| Grigore Ionescu               | 1904–1992        | arhitect                                                       | membru titular      | 1992          |
| Ion Ionescu-Bizeț             | 1870–1946        | inginer, matematician                                          | membru corespondent | 1919          |
| Mihail Andrei Ionescu         | 1900–1988        | entomolog                                                      | membru corespondent | 1955          |
| Mircea Ionescu                | 1896–1980        | chimist                                                        | membru corespondent | 1963          |
| Nicolae Ionescu               | 1820–1905        | publicist, politician                                          | membru fondator     | 1867          |
| Theodor D. Ionescu            | 1898–1990        | inginer chimist                                                | membru corespondent | 1963          |
| Theodor V. Ionescu            | 1899–1988        | fizician                                                       | membru titular      | 1963          |
| Thoma Ionescu                 | 1860–1926        | medic                                                          | membru de onoare    | 1925          |
| Vlad Ionescu                  | 1938–2000        | inginer                                                        | membru corespondent | 1996          |
| Ion Ionescu de la Brad        | 1818–1891        | agronom, economist, scriitor, publicist                        | membru de onoare    | 1884          |
| Ioan Ionescu-Dolj             | 1875–1947        | jurist                                                         | membru corespondent | 1928          |
| George Ionescu-Gion           | 1857–1904        | istoric, publicist                                             | membru corespondent | 1889          |
| Constantin Ionescu-Mihăești   | 1883–1962        | medic                                                          | membru titular      | 1945          |
| Gheorghe Ionescu-Șișești      | 1885–1967        | agronom                                                        | membru titular      | 1936          |
| Nicolae Ionescu-Șișești       | 1888–1954        | medic                                                          | membru corespondent | 1939          |
| Constantin Ionescu-Târgoviște | 1937 -           | medic                                                          | membru titular      | 2015          |
| Liviu Ionesi                  | 1925–2006        | geolog                                                         | membru titular      | 2003          |
| Constantin Ionete             | 1922–2011        | economist                                                      | membru de onoare    | 1993          |
| Iorgu Iordan                  | 1888–1986        | lingvist, filolog, profesor universitar                        | membru titular      | 1945          |
| Nicolae Iorga                 | 1871–1940        | istoric, profesor universitar, publicist, scriitor, politician | membru titular      | 1910          |
| Marius Iosifescu              | 1936–2020        | matematician                                                   | membru titular      | 2000          |
| Ion Irimescu                  | 1903–2005        | sculptor                                                       | membru de onoare    | 1992          |
| Emil Isac                     | 1886–1954        | poet, jurist                                                   | membru corespondent | 1948          |
| Dumitru A. Isăcescu           | 1904–1977        | chimist                                                        | membru corespondent | 1955          |
| Mugur Isărescu                | 1949 -           | economist                                                      | membru titular      | 2006          |
| Iosif Iser                    | 1881–1958        | pictor, ilustrator                                             | membru titular      | 1955          |
| Sabina Ispas                  | 1941 -           | etnolog                                                        | membru titular      | 2009          |
| Constantin I. Istrati         | 1850–1918        | chimist, medic, profesor universitar                           | membru titular      | 1899          |
| Nicolae Ivan                  | 1855–1936        | episcop ortodox                                                | membru de onoare    | 1934          |
| Gheorghe Ivănescu             | 1912–1987        | lingvist, profesor universitar                                 | membru corespondent | 1965          |
| Eugeniu Ivanov                | 1933 -           | fizician                                                       | membru corespondent | 1996          |

## J
| Nume                          | An naștere/deces | Ocupație                                  | Membru           | Anul alegerii |
| ----------------------------- | ---------------- | ----------------------------------------- | ---------------- | ------------- |
| Zsigmond (Sigismund) Jakó Pal | 1916–2008        | istoric                                   | membru de onoare | 1996          |
| Ion Jalea                     | 1887–1983        | sculptor                                  | membru titular   | 1963          |
| Jan Urban Jarník              | 1848-1923        | romanist, albanolog, folclorist           | membru de onoare | 1919          |
| Eugen Jebeleanu               | 1911–1991        | poet, traducător, publicist               | membru titular   | 1974          |
| Vasile Petre Jitariu          | 1905–1989        | biolog                                    | membru titular   | 1974          |
| Athanase Joja                 | 1904–1972        | filozof, logician                         | membru titular   | 1955          |
| Mihail Jora                   | 1891–1971        | compozitor, dirijor, profesor universitar | membru titular   | 1955          |
| Ioan Jak Rene Juvara          | 1913–1996        | medic                                     | membru de onoare | 1992          |

## K
| Nume                      | An naștere/deces | Ocupație                                               | Membru              | Anul alegerii |
| ------------------------- | ---------------- | ------------------------------------------------------ | ------------------- | ------------- |
| Ioan Kalinderu            | 1840–1913        | jurist, publicist                                      | membru titular      | 1893          |
| Nicolae Kalinderu         | 1835–1902        | medic                                                  | membru corespondent | 1890          |
| August Kanitz             | 1843–1896        | botanist                                               | membru corespondent | 1882          |
| Constantin Karadja        | 1889–1950        | istoric, bibliograf, bibliofil                         | membru de onoare    | 1946          |
| Gheorghe T. Kirileanu     | 1872–1960        | folclorist                                             | membru de onoare    | 1948          |
| Costin Kirițescu          | 1908–2002        | economist                                              | membru titular      | 1992          |
| Gustav-Oswald Kisch       | 1889–1938        | pastor, filolog                                        | membru de onoare    | 1933          |
| Christoph Klein           | 1937–            | episcop - Biserica Evanghelică Luterană A.B. (România) | membru de onoare    | 2016          |
| Wilhelm Karl W. Knechtel  | 1884–1967        | entomolog                                              | membru titular      | 1955          |
| Mihail Kogalniceanu       | 1817–1891        | istoric, scriitor, publicist, politician               | membru titular      | 1868          |
| Arthur Kreindler          | 1900–1988        | medic                                                  | membru titular      | 1948          |
| Constantin A. Kretzulescu | 1809–1884        | politician                                             | membru de onoare    | 1871          |
| Nicolae Kretzulescu       | 1812–1900        | medic, politician                                      | membru titular      | 1871          |

## L
| Nume                     | An naștere/deces | Ocupație                                                 | Membru              | Anul alegerii |
| ------------------------ | ---------------- | -------------------------------------------------------- | ------------------- | ------------- |
| Constantin Lacea         | 1875–1950        | filolog, lingvist                                        | membru de onoare    | 1939          |
| Gheorghe I. Lahovary     | 1838–1909        | inginer, scriitor                                        | membru de onoare    | 1901          |
| Traian Lalescu           | 1882–1929        | matematician, profesor universitar                       | membru post-mortem  | 1991          |
| Scarlat Lambrino         | 1891–1964        | istoric                                                  | membru corespondent | 1934          |
| Alexandru Lambrior       | 1845–1883        | filolog, folclorist                                      | membru corespondent | 1882          |
| Alexandru I. Lapedatu    | 1876–1950        | istoric, politician                                      | membru titular      | 1918          |
| Ion I. Lapedatu          | 1876–1951        | economist, politician                                    | membru de onoare    | 1936          |
| Aladar Laszloffy         | 1937–2009        | poet, scriitor                                           | membru corespondent | 2003          |
| August Treboniu Laurian  | 1810–1881        | filolog, istoric, publicist, politician                  | membru fondator     | 1867          |
| Dimitrie August Laurian  | 1846–1906        | ziarist, critic literar                                  | membru corespondent | 1877          |
| Barbu Lăzăreanu          | 1881–1957        | istoric literar, publicist                               | membru titular      | 1948          |
| Constantin Levaditi      | 1874–1953        | inframicrobiolog, medic                                  | membru de onoare    | 1926          |
| Dinu Lipatti             | 1917–1950        | pianist, compozitor, educator                            | membru post-mortem  | 1997          |
| Jean Livescu             | 1906–1996        | istoric literar                                          | membru corespondent | 1965          |
| Scarlat Longhin          | 1899–1979        | general, medic                                           | membru corespondent | 1963          |
| Gheorghe Gh. Longinescu  | 1869–1939        | chimist, profesor universitar                            | membru de onoare    | 1936          |
| Stefan Gh. Longinescu    | 1865–1931        | jurist                                                   | membru corespondent | 1910          |
| Eugen Lovinescu          | 1881–1943        | critic, istoric literar, scriitor                        | membru post-mortem  | 1991          |
| Ștefan Luchian           | 1868–1916        | pictor                                                   | membru post-mortem  | 1948          |
| Ioan Lupaș               | 1880–1967        | preot ortodox, istoric, profesor universitar, politician | membru titular      | 1916          |
| Gheorghe O. Lupașcu      | 1908–1979        | parazitolog                                              | membru corespondent | 1948          |
| Ștefan Lupașcu (Lupasco) | 1900–1988        | filozof, publicist                                       | membru post-mortem  | 1991          |
| Voicu Lupei              | 1938 -           | fizician                                                 | membru corespondent | 2009          |
| Nicolae Gh. Lupu         | 1884–1966        | medic, profesor universitar                              | membru titular      | 1948          |

## M
| Nume                                         | An naștere/deces | Ocupație                                                        | Membru              | Anul alegerii |
| -------------------------------------------- | ---------------- | --------------------------------------------------------------- | ------------------- | ------------- |
| Constantin Macarovici                        | 1902–1984        | chimist                                                         | membru corespondent | 1955          |
| Neculai Macarovici                           | 1901–1979        | geolog, paleontolog                                             | membru corespondent | 1974          |
| Vasile Maciu                                 | 1904–1981        | istoric                                                         | membru corespondent | 1963          |
| Gheorghe Macovei                             | 1880–1969        | geolog                                                          | membru titular      | 1939          |
| Eugen Macovschi                              | 1906–1985        | biochimist, biolog                                              | membru titular      | 1948          |
| Dimitrie Macrea                              | 1907–1988        | lingvist, profesor universitar                                  | membru corespondent | 1965          |
| Virgil Traian Madgearu                       | 1887–1940        | profesor, economist, sociolog, publicist, politician            | membru post-mortem  | 1990          |
| Titu Maiorescu                               | 1840–1917        | critic literar, estetician, profesor universitar, politician    | membru fondator     | 1867          |
| Ovidiu Maitec                                | 1925–2007        | sculptor                                                        | membru titular      | 1999          |
| Ileana (Elena) Mălăncioiu                    | 1940 -           | poet                                                            | membru corespondent | 2013          |
| Vasile Malinschi                             | 1912–1992        | economist                                                       | membru titular      | 1955          |
| Mircea Malița                                | 1927 - 2018      | matematician, diplomat, eseist, profesor universitar            | membru titular      | 1991          |
| Rodica Mănăilă                               | 1935–2002        | fizician, cercetător                                            | membru corespondent | 1992          |
| Gheorghe Manea                               | 1904–1978        | inginer                                                         | membru corespondent | 1963          |
| Dimitrie Ioan Mangeron                       | 1906–1991        | matematician                                                    | membru corespondent | 1990          |
| Simeon Mangiuca                              | 1831–1890        | folclorist                                                      | membru de onoare    | 1890          |
| Vasile Mangra                                | 1850–1918        | mitropolit ortodox                                              | membru titular      | 1909          |
| Adrian Maniu                                 | 1891–1968        | scriitor, publicist                                             | membru corespondent | 1933          |
| Iuliu Maniu                                  | 1873–1953        | jurist, politician                                              | membru de onoare    | 1919          |
| Vasile Maniu                                 | 1824–1901        | publicist, istoric, scriitor                                    | membru titular      | 1876          |
| Constantin Manolache                         | 1906–1977        | entomolog                                                       | membru corespondent | 1955          |
| Nicolae I. Manolescu                         | 1907–1993        | inginer                                                         | membru corespondent | 1991          |
| Nicolae M. Manolescu                         | 1936 -           | veterinar                                                       | membru corespondent | 1992          |
| Nicolae Manolescu                            | 1939–2024        | critic, istoric literar, eseist, scriitor, profesor universitar | membru titular      | 2013          |
| Sabin Manuilă                                | 1894–1964        | medic, demograf, statistician                                   | membru corespondent | 1938          |
| Alexandru Marcu                              | 1894–1955        | profesor                                                        | membru corespondent | 1940          |
| Duiliu Marcu                                 | 1885–1966        | arhitect                                                        | membru titular      | 1955          |
| Solomon Marcus                               | 1925 - 2016      | matematician, profesor universitar                              | membru titular      | 2001          |
| Apostol Mărgărit                             | 1836–1903        | pedagog                                                         | membru corespondent | 1889          |
| Viorel Mărginean                             | 1933–2022        | pictor                                                          | membru de onoare    | 2006          |
| Maria Alexandra Victoria de Saxa Coburg      | 1875–1938        | regina României, soția regelui Ferdinand I                      | membru de onoare    | 1915          |
| Simeon Florea Marian                         | 1847–1907        | preot ortodox, folclorist, etnograf                             | membru titular      | 1881          |
| Atanasie Marian Marienescu                   | 1830–1914        | folclorist, etnograf, scriitor                                  | membru titular      | 1881          |
| Vasile Marinca                               | 1951 -           | matematician, profesor universitar                              | membru corespondent | 2015          |
| Constantin Marinescu                         | 1891–1982        | istoric                                                         | membru corespondent | 1928          |
| Gheorghe Marinescu                           | 1919–1987        | matematician                                                    | membru titular      | 1974          |
| Gheorghe Marinescu                           | 1863–1938        | medic, publicist                                                | membru titular      | 1905          |
| Matei G. Marinescu                           | 1903–1983        | inginer                                                         | membru corespondent | 1948          |
| Voinea Marinescu                             | 1915–1973        | medic                                                           | membru corespondent | 1963          |
| Matilda Caragiu Marioțeanu                   | 1927–2009        | lingvist, profesor universitar                                  | membru titular      | 2004          |
| Mircea Martin                                | 1940–            | filolog, publicist, profesor universitar                        | membru titular      | 1923          |
| Vasile Mârza                                 | 1902–1995        | medic, biolog, profesor universitar                             | membru titular      | 1948          |
| Ion C. Massimu                               | 1825–1877        | lingvist                                                        | membru fondator     | 1867          |
| Cristea Mateescu                             | 1894–1979        | inginer                                                         | membru titular      | 1974          |
| Dan Mateescu                                 | 1911–2008        | inginer                                                         | membru titular      | 1974          |
| Ilie Matei                                   | 1895–1969        | chimist                                                         | membru corespondent | 1955          |
| Ion Gheorghe Maurer                          | 1902–2000        | jurist, politician                                              | membru titular      | 1955          |
| Constantin Maximilian                        | 1928–1997        | medic                                                           | membru corespondent | 1992          |
| Octav Mayer                                  | 1895–1966        | matematician                                                    | membru titular      | 1955          |
| Dan Horia Mazilu                             | 1943–2008        | istoric literar, profesor universitar                           | membru corespondent | 2001          |
| Panaite C. Mazilu                            | 1915 - 2015      | inginer                                                         | membru de onoare    | 1993          |
| Ileana Mânduțeanu                            | 1953 -           | biolog                                                          | membru titular      | 2023          |
| Cornel Medrea                                | 1889–1964        | sculptor, profesor universitar                                  | membru corespondent | 1955          |
| Simion Mehedinți                             | 1868–1962        | geograf, profesor universitar                                   | membru titular      | 1915          |
| Constantin Meissner                          | 1854–1942        | pedagog, politician                                             | membru de onoare    | 1934          |
| József Méliusz                               | 1909–1995        | scriitor                                                        | membru corespondent | 1974          |
| Benedict M. Menkes                           | 1904–1987        | medic, biolog, profesor universitar                             | membru corespondent | 1952          |
| Victor Mercea                                | 1924–1987        | fizician                                                        | membru corespondent | 1963          |
| Ioan Meșotă                                  | 1837–1878        | profesor                                                        | membru corespondent | 1877          |
| Ștefan Meteș                                 | 1887–1977        | preot ortodox, istoric                                          | membru corespondent | 1919          |
| Corneliu Micloși                             | 1887–1963        | inginer                                                         | membru titular      | 1955          |
| Haralambie Mihăescu                          | 1907–1985        | lingvist, filolog, publicist                                    | membru corespondent | 1965          |
| Mihai I al României (născut de Hohenzollern) | 1921–2017        | rege al României                                                | membru de onoare    | 2007          |
| Gheorghe Mihăilă                             | 1930–2011        | lingvist, istoric literar                                       | membru titular      | 2004          |
| Mihai N. Mihăilă                             | 1948 -           | inginer                                                         | membru corespondent | 1999          |
| Vintilă M. Mihăilescu                        | 1890–1978        | geograf                                                         | membru titular      | 1974          |
| Ioan Mihaly de Apșa                          | 1844–1914        | istoric, jurist, publicist                                      | membru corespondent | 1901          |
| Victor Mihaly de Apșa                        | 1841–1918        | mitropolit greco-catolic                                        | membru de onoare    | 1894          |
| Irineu Mihălcescu                            | 1874-1948        | mitropolit ortodox                                              | membru post-mortem  | 2015          |
| Gheorghe Mihoc                               | 1906–1981        | matematician                                                    | membru titular      | 1963          |
| Ștefan-Marius Milcu                          | 1903–1997        | medic, biolog, antropolog                                       | membru titular      | 1948          |
| Ștefan Minovici                              | 1867–1935        | chimist, profesor universitar                                   | membru corespondent | 1925          |
| Radu Miron                                   | 1927–2022        | matematician, profesor universitar                              | membru titular      | 1993          |
| Athanasie Mironescu                          | 1856–1931        | mitropolit ortodox                                              | membru de onoare    | 1909          |
| Petru Th. Missir                             | 1856–1929        | jurist, critic literar, publicist                               | membru de onoare    | 1926          |
| Petru Mocanu                                 | 1931–2016        | matematician, profesor universitar                              | membru titular      | 2009          |
| Andrei Mocioni                               | 1812–1880        | jurist                                                          | membru fondator     | 1866          |
| Aurel Moga                                   | 1903–1977        | medic, profesor universitar                                     | membru titular      | 1955          |
| Constantin Moisil                            | 1876–1958        | istoric                                                         | membru de onoare    | 1948          |
| Grigore Moisil                               | 1906–1973        | matematician                                                    | membru titular      | 1948          |
| Iuliu Moisil                                 | 1859–1947        | publicist                                                       | membru de onoare    | 1943          |
| Iuliu Moldovan                               | 1882–1966        | medic                                                           | membru corespondent | 1920          |
| Roman Moldovan                               | 1911–1996        | economist, sociolog                                             | membru titular      | 1990          |
| Ioan Micu Moldovan                           | 1833–1915        | teolog, istoric, folclorist, filolog, pedagog                   | membru titular      | 1894          |
| Tiberiu I. Morariu                           | 1905–1982        | geograf                                                         | membru corespondent | 1955          |
| Ioan Moraru                                  | 1927–1989        | medic                                                           | membru post-mortem  | 1990          |
| Alexandru Mihail Morega                      | 1955 -           | inginer                                                         | membru corespondent | 2012          |
| George G. Moronescu                          | 1874–1949        | jurist, politician                                              | membru de onoare    | 1939          |
| Constantin Motaș                             | 1891–1980        | zoolog                                                          | membru titular      | 1948          |
| Mircea D. Moțoc                              | 1916–2006        | inginer agronom, profesor universitar                           | membru titular      | 1990          |
| Ludovic Mrazec                               | 1867–1944        | geolog, petrograf, profesor universitar                         | membru titular      | 1905          |
| Basil Munteanu                               | 1897–1972        | istoric literar, comparatist                                    | membru corespondent | 1939          |
| Dan Munteanu                                 | 1937–2017        | biolog                                                          | membru corespondent | 1999          |
| Gavriil Munteanu                             | 1812–1869        | cărturar, traducător                                            | membru fondator     | 1866          |
| Ioan Munteanu                                | 1938–2018        | medic, obstetrician                                             | membru de onoare    | 2004          |
| Nicodim Munteanu                             | 1864–1948        | patriarh ortodox                                                | membru de onoare    | 1918          |
| Sterian Munteanu                             | 1918–1990        | silvicultor                                                     | membru corespondent | 1974          |
| Gheorghe Munteanu-Murgoci                    | 1872–1925        | geolog, geograf, pedolog, profesor universitar                  | membru corespondent | 1923          |
| Dumitru Murariu                              | 1940 -           | biolog                                                          | membru corespondent | 2006          |
| Lucian Mureșan                               | 1931 -           | cardinal, arhiepiscop-major greco-catolic                       | membru de onoare    | 2012          |
| Camil Bujor Mureșanu                         | 1927 - 2015      | istoric, profesor universitar                                   | membru titular      | 2000          |
| Iacob Mureșianu                              | 1812–1887        | publicist, poet, politician                                     | membru de onoare    | 1877          |
| Gheorghe Murgeanu                            | 1901–1984        | geolog                                                          | membru titular      | 1955          |
| Costin Murgescu                              | 1919–1989        | economist, publicist, diplomat                                  | membru corespondent | 1963          |
| Ilie G. Murgulescu                           | 1902–1991        | chimist                                                         | membru titular      | 1952          |
| George Murnu                                 | 1868–1957        | scriitor, istoric                                               | membru titular      | 1923          |
| Geavit Musa                                  | 1931–2010        | fizician                                                        | membru corespondent | 2009          |
| Ion Muslea                                   | 1899–1966        | folclorist                                                      | membru corespondent | 1947          |
| Alexandru Myller                             | 1879–1965        | matematician, profesor universitar                              | membru de onoare    | 1938          |

## N
| Nume                                | An naștere/deces | Ocupație                                                     | Membru              | Anul alegerii |
| ----------------------------------- | ---------------- | ------------------------------------------------------------ | ------------------- | ------------- |
| Ștefan Nădășan                      | 1901–1967        | inginer                                                      | membru titular      | 1963          |
| István Nagy                         | 1904–1977        | scriitor                                                     | membru titular      | 1974          |
| Iosif Naniescu                      | 1820–1902        | mitropolit, cărturar                                         | membru de onoare    | 1888          |
| Marius Nasta                        | 1890–1965        | medic                                                        | membru titular      | 1955          |
| Constantin Năstăsescu               | 1943 -           | matematician                                                 | membru corespondent | 1993          |
| Anton Naum                          | 1829–1917        | poet                                                         | membru titular      | 1893          |
| Fănuș Neagu                         | 1932–2011        | scriitor                                                     | membru titular      | 2001          |
| Theodor Anton Neagu                 | 1932–2017        | paleontolog                                                  | membru titular      | 2001          |
| Olga Necrasov                       | 1910–2000        | antropolog                                                   | membru titular      | 1990          |
| Anton Alexandru Necșulea            | 1908–1993        | inginer                                                      | membru de onoare    | 1993          |
| Dumitru Theodor Neculuță            | 1859–1904        | poet                                                         | membru post-mortem  | 1948          |
| Dimitrie Negreanu                   | 1858–1908        | fizician, profesor universitar                               | membru corespondent | 1893          |
| Traian Negrescu                     | 1900–1960        | inginer                                                      | membru titular      | 1955          |
| Emil Alexandru Negruțiu             | 1911–1988        | inginer agronom                                              | membru corespondent | 1974          |
| Costache (Constantin) Negruzzi      | 1808–1868        | scriitor                                                     | membru fondator     | 1867          |
| Iacob C. Negruzzi                   | 1842–1932        | scriitor                                                     | membru titular      | 1881          |
| Paul Negulescu                      | 1874–1946        | istoric, jurist, profesor universitar                        | membru de onoare    | 1936          |
| Petre P. Negulescu                  | 1872–1951        | filozof, politician                                          | membru titular      | 1936          |
| Gheorghe Nenciu                     | 1944 -           | fizician                                                     | membru corespondent | 2015          |
| Costin D. Nenițescu                 | 1902–1970        | chimist                                                      | membru titular      | 1955          |
| Ioan S. Nenițescu                   | 1854–1901        | poet                                                         | membru corespondent | 1896          |
| Ion Nestor                          | 1905–1974        | istoric, arheolog                                            | membru corespondent | 1955          |
| Nicolae Nestorescu                  | 1901–1969        | medic                                                        | membru corespondent | 1963          |
| Nicolae de Hohenzollern-Sigmaringen | 1903–1978        | principe al României                                         | membru de onoare    | 1929          |
| Constantin S. Nicolaescu-Plopșor    | 1900–1968        | arheolog, istoric, etnograf, folclorist, antropolog, geograf | membru corespondent | 1963          |
| Constantin T. Nicolau               | 1897–1973        | medic                                                        | membru corespondent | 1963          |
| Gheorghe Nicolau                    | 1886–1950        | inginer, profesor universitar                                | membru titular      | 1948          |
| Ion Nicolau                         | 1885–1963        | medic, profesor universitar                                  | membru corespondent | 1955          |
| Ștefan Gh. Nicolau                  | 1874–1970        | medic                                                        | membru de onoare    | 1948          |
| Ștefan S. Nicolau                   | 1896–1967        | medic, profesor universitar                                  | membru titular      | 1948          |
| Mariana Nicolesco                   | 1948 - 2022      | artist liric                                                 | membru de onoare    | 1993          |
| Miron Nicolescu                     | 1903–1975        | matematician, profesor universitar                           | membru titular      | 1955          |
| Gheorghe Niculescu                  | 1923–1995        | general-locotenent, medic                                    | membru de onoare    | 1992          |
| Ion T. Niculescu                    | 1895–1957        | medic                                                        | membru corespondent | 1955          |
| Oscar Niculescu                     | 1860–1939        | jurist                                                       | membru de onoare    | 1934          |
| Ștefan Niculescu                    | 1927–2008        | compozitor, muzicolog, profesor universitar                  | membru titular      | 1996          |
| Paul Helmut Niedermaier             | 1937 -           | istoric, arhitect                                            | membru corespondent | 2001          |
| Ion I. Nistor                       | 1876–1962        | istoric, politician, profesor universitar                    | membru titular      | 1915          |
| Iuliu Nițulescu                     | 1895–1975        | medic, profesor universitar                                  | membru titular      | 1955          |
| Constantin Noica                    | 1909–1987        | filozof                                                      | membru post-mortem  | 1990          |
| Valeriu Novacu                      | 1909–1992        | fizician                                                     | membru corespondent | 1948          |
| Erasmus Julius Nyárády              | 1881–1966        | botanist                                                     | membru titular      | 1948          |

## O
| Nume                            | An naștere/deces | Ocupație                                         | Membru              | Anul alegerii |
| ------------------------------- | ---------------- | ------------------------------------------------ | ------------------- | ------------- |
| Dumitru Oancea                  | 1941 -           | chimist                                          | membru corespondent | 2009          |
| Mihail (Gheorghiad) Obedenaru   | 1839–1885        | medic, publicist, diplomat                       | membru corespondent | 1871          |
| Hermann Oberth                  | 1894–1980        | fizician, matematician, inventator               | membru post-mortem  | 1991          |
| Grigore Obrejanu                | 1911–1992        | pedolog                                          | membru titular      | 1963          |
| Alexandru Odobescu              | 1834–1895        | scriitor, istoric                                | membru titular      | 1870          |
| Ștefan Odobleja                 | 1902–1978        | medic                                            | membru post-mortem  | 1990          |
| Simion Oeriu                    | 1902–1976        | biochimist                                       | membru corespondent | 1948          |
| Gheorghe A. Olănescu            | 1905–1986        | medic                                            | membru corespondent | 1963          |
| Dumitru C. Ollănescu-Ascanio    | 1849–1908        | scriitor                                         | membru titular      | 1893          |
| Mircea Olteanu                  | 1926–2011        | medic, profesor universitar                      | membru de onoare    | 1992          |
| Dimitrie Onciul                 | 1856–1923        | istoric, arhivist, profesor universitar          | membru titular      | 1905          |
| Octav Onicescu                  | 1892–1983        | matematician, profesor universitar               | membru titular      | 1965          |
| Virgil Onițiu                   | 1864–1915        | scriitor                                         | membru corespondent | 1902          |
| George Oprescu                  | 1881–1969        | istoric, critic, colecționar                     | membru de onoare    | 1948          |
| Constantin C. Orghidan          | 1874–1944        | inginer, colecționar                             | membru de onoare    | 1942          |
| Teodor Oroveanu                 | 1920–2005        | inginer                                          | membru corespondent | 1991          |
| Giorgio Ugo Augosto Ostrogovich | 1904–1984        | chimist                                          | membru corespondent | 1974          |
| Andrei Oțetea                   | 1894–1977        | istoric, profesor universitar                    | membru titular      | 1955          |
| Păun Ion Otiman                 | 1942 -           | inginer agronom, economist, profesor universitar | membru titular      | 1999          |

## P
| Nume                                | An naștere/deces | Ocupație                                            | Membru              | Anul alegerii |
| ----------------------------------- | ---------------- | --------------------------------------------------- | ------------------- | ------------- |
| Ion Pacea                           | 1924–1999        | pictor                                              | membru de onoare    | 1993          |
| Zenobie Pâclișanu                   | 1886–1958        | teolog greo-catolic, istoric, diplomat              | membru corespondent | 1919          |
| Mircea Păcurariu                    | 1932 - 2021      | teolog ortodox, istoric, profesor universitar       | membru titular      | 2015          |
| Doru Pamfil                         | 1953 -           | inginer agronom, profesor universitar               | membru titular      | 2015          |
| Petre P. Panaitescu                 | 1900–1967        | istoric, filolog, profesor universitar              | membru corespondent | 1934          |
| Scarlat Panaitescu                  | 1867–1938        | general                                             | membru corespondent | 1919          |
| Dimitrie S. Panaitescu-Perpessicius | 1891–1971        | critic, istoric literar, poet                       | membru titular      | 1955          |
| Nicolae Panin                       | 1938 -           | inginer geolog                                      | membru titular      | 2015          |
| Emanoil Pantazi                     | 1870–1942        | jurist                                              | membru de onoare    | 1929          |
| Cezar Papacostea                    | 1886–1936        | scriitor, traducător, profesor universitar          | membru corespondent | 1935          |
| Șerban Papacostea                   | 1928–2018        | istoric                                             | membru corespondent | 1990          |
| Alexandru Papadopol-Calimah         | 1833–1898        | istoric, publicist, politician                      | membru titular      | 1876          |
| Pericle Papahagi                    | 1872–1943        | filolog, lingvist, folclorist                       | membru corespondent | 1916          |
| Alexandru Papiu-Ilarian             | 1828–1877        | istoric, filolog, jurist, profesor universitar      | membru titular      | 1868          |
| Ioan P. Papp                        | 1878–1959        | jurist                                              | membru de onoare    | 1946          |
| Constantin I. Parhon                | 1874–1969        | medic, profesor universitar                         | membru titular      | 1939          |
| Vasile Pârvan                       | 1882–1927        | arheolog, istoric, profesor universitar             | membru titular      | 1913          |
| Ilie Pârvu                          | 1941 -           | filozof                                             | membru corespondent | 1992          |
| Constantin Pârvulescu               | 1890–1945        | astronom                                            | membru post-mortem  | 1991          |
| Ștefan Pașca                        | 1901–1957        | lingvist, filolog                                   | membru corespondent | 1955          |
| Ștefan Pascu                        | 1914–1998        | istoric, profesor universitar                       | membru titular      | 1974          |
| Nicolae N. Patraulea                | 1916–2007        | inginer                                             | membru titular      | 1990          |
| Nicolae Paulescu                    | 1869–1931        | medic                                               | membru post-mortem  | 1990          |
| Gheorghe Păun                       | 1950 -           | matematician, cercetător                            | membru corespondent | 2012          |
| Ion Păun-Pincio                     | 1868–1894        | scriitor                                            | membru post-mortem  | 1948          |
| Ionel S. Pavel                      | 1897–1991        | medic                                               | membru titular      | 1990          |
| Vasile Pavelcu                      | 1900–1991        | psiholog                                            | membru titular      | 1974          |
| Marius Sabin Peculea                | 1926 -           | inginer                                             | membru titular      | 1993          |
| Vespasian V. Pella                  | 1897–1960        | jurist, diplomat                                    | membru corespondent | 1941          |
| Corneliu I. Penescu                 | 1919–1982        | inginer                                             | membru corespondent | 1963          |
| Laurențiu-Ștefan Peterfi            | 1937 -           | biolog-botanist                                     | membru corespondent | 2003          |
| Ștefan Péterfi                      | 1906–1978        | botanist                                            | membru titular      | 1963          |
| Gheorghe Petrașcu                   | 1872–1949        | pictor                                              | membru titular      | 1936          |
| Camil Petrescu                      | 1894–1957        | scriitor                                            | membru titular      | 1948          |
| Cezar Petrescu                      | 1892–1961        | scriitor                                            | membru titular      | 1955          |
| Nicolae Petrescu                    | 1886–1954        | filozof, sociolog                                   | membru corespondent | 1945          |
| Paul C. Petrescu                    | 1915–1977        | fizician                                            | membru titular      | 1974          |
| Zaharia Petrescu                    | 1841–1901        | general, medic                                      | membru corespondent | 1885          |
| Mircea Stelian Petrescu             | 1933–2020        | inginer, profesor universitar                       | membru de onoare    | 2006          |
| Mircea Petrescu-Dâmbovița           | 1915–2013        | istoric, arheolog, profesor universitar             | membru titular      | 1996          |
| Dimitrie Petrino                    | 1838–1878        | poet                                                | membru corespondent | 1877          |
| Emil Petrovici                      | 1899–1968        | lingvist, folclorist, profesor universitar          | membru titular      | 1948          |
| Ion Petrovici                       | 1882–1972        | filozof, scriitor, politician, profesor universitar | membru titular      | 1934          |
| Nicolae S. Petrulian                | 1902–1983        | geolog                                              | membru titular      | 1963          |
| Alexandru A. Philippide             | 1900–1979        | scriitor, traducător                                | membru titular      | 1963          |
| Alexandru Philippide                | 1859–1933        | lingvist, filolog, profesor universitar             | membru titular      | 1900          |
| Ion Pillat                          | 1891–1945        | poet, traducător                                    | membru corespondent | 1936          |
| Dionisie M. Pippidi                 | 1905–1993        | arheolog, epigrafist, istoric                       | membru titular      | 1990          |
| Andrei Pippidi                      | 1948 -           | istoric, profesor universitar                       | membru corespondent | 2012          |
| Antonie Plămădeală                  | 1926–2005        | mitropolit ortodox                                  | membru de onoare    | 1992          |
| Gheorghe Platon                     | 1926–2006        | istoric                                             | membru titular      | 1993          |
| George Plopu                        | 1857–1940        | jurist                                              | membru de onoare    | 1934          |
| Petrache Poenaru                    | 1799–1875        | inginer, matematician, inventator, pedagog          | membru titular      | 1870          |
| Gheorghe A. Polizu                  | 1819–1886        | medic                                               | membru de onoare    | 1871          |
| Dimitrie D. Pompeiu                 | 1873–1954        | matematician                                        | membru titular      | 1934          |
| Petru Poni                          | 1841–1925        | chimist, mineralog                                  | membru titular      | 1879          |
| Emil Pop                            | 1897–1974        | botanist                                            | membru titular      | 1955          |
| Gavriil Pop                         | 1818–1883        | preot, istoric                                      | membru corespondent | 1871          |
| Ioan-Aurel Pop                      | 1955 -           | istoric                                             | membru titular      | 2010          |
| Ion Pop                             | 1941 -           | critic și istoric literar                           | membru corespondent | 2015          |
| Mihai Pop                           | 1907–2000        | folclorist, etnolog                                 | membru de onoare    | 2000          |
| Traian Pop                          | 1885–1960        | jurist                                              | membru de onoare    | 1948          |
| Constantin Popa                     | 1938 -           | medic                                               | membru titular      | 2003          |
| Grigore T. Popa                     | 1892–1948        | medic                                               | membru corespondent | 1936          |
| Irineu Popa                         | 1957 -           | arhiepiscop, mitropolit                             | membru de onoare    | 2010          |
| Gheorghe Popa-Lisseanu              | 1866–1945        | istoric                                             | membru corespondent | 1919          |
| Nicolae Popea                       | 1826–1908        | episcop, istoric, cărturar                          | membru titular      | 1899          |
| Alexe Popescu                       | 1927–1974        | chimist                                             | membru corespondent | 1974          |
| Dumitru Popescu                     | 1929–2010        | preot, profesor                                     | membru de onoare    | 2001          |
| Dumitru-Radu Popescu                | 1935–2023        | scriitor                                            | membru titular      | 2006          |
| Ioan Popescu                        | 1832–1892        | pedagog                                             | membru corespondent | 1877          |
| Ioan-Ioviț Popescu                  | 1932 -           | fizician                                            | membru titular      | 1990          |
| Laurențiu Mircea Popescu            | 1944 -2015       | medic                                               | membru titular      | 2001          |
| Nicolae Popescu                     | 1937–2010        | matematician                                        | membru corespondent | 1997          |
| Niculae M. Popescu                  | 1881–1963        | preot, istoric                                      | membru titular      | 1923          |
| Octavian Popescu                    | 1951 -           | biolog                                              | membru titular      | 2010          |
| Ștefan Popescu                      | 1872–1948        | pictor, desenator                                   | membru de onoare    | 1936          |
| Tudor R. Popescu                    | 1913–2004        | jurist                                              | membru de onoare    | 1993          |
| Valerian C. Popescu                 | 1912–2013        | medic                                               | membru corespondent | 1963          |
| Emilian Popescu                     | 1928–2020        | istoric                                             | membru de onoare    | 2006          |
| Ion Gh. Popescu-Zeletin             | 1907–1974        | inginer silvic                                      | membru corespondent | 1955          |
| Lucia-Doina Popov                   | 1943 -           | biochimist                                          | membru titular      | 2011          |
| Vasile-Mihai Popov                  | 1928 -           | inginer                                             | membru corespondent | 1963          |
| Călin Popovici                      | 1910–1977        | astronom, astrofizician, geodez                     | membru post-mortem  | 1990          |
| Constantin C. Popovici              | 1878–1956        | matematician, astronom                              | membru de onoare    | 1946          |
| Eusebiu Popovici                    | 1838–1922        | preot, profesor                                     | membru de onoare    | 1908          |
| Gheorghe Popovici                   | 1863–1905        | istoric                                             | membru corespondent | 1905          |
| Gheorghe Popovici                   | 1862–1927        | preot                                               | membru corespondent | 1909          |
| Ilie T. Popovici                    | 1902–1982        | veterinar                                           | membru corespondent | 1955          |
| Titus Popovici                      | 1930–1994        | scriitor                                            | membru corespondent | 1974          |
| Tiberiu Popoviciu                   | 1906–1975        | matematician                                        | membru titular      | 1963          |
| Eugen A. Pora                       | 1909–1981        | zoolog, ecofiziolog, oceanograf                     | membru titular      | 1963          |
| Florian Porcius                     | 1816–1906        | botanist                                            | membru titular      | 1882          |
| Marius Porumb                       | 1943 -           | istoric de artă                                     | membru titular      | 2009          |
| Tudorel Postolache                  | 1932 -           | economist                                           | membru titular      | 1990          |
| Marin Preda                         | 1922–1980        | scriitor                                            | membru corespondent | 1974          |
| Victor Preda                        | 1912–1982        | biolog                                              | membru titular      | 1974          |
| Constantin Prezan                   | 1861–1943        | mareșal                                             | membru de onoare    | 1923          |
| Alexandru Priadcencu                | 1902–1981        | inginer agronom                                     | membru corespondent | 1952          |
| Alexandru Proca                     | 1897–1955        | fizician                                            | membru post-mortem  | 1990          |
| Eugeniu Gh. Proca                   | 1927–2004        | medic                                               | membru de onoare    | 1992          |
| Ștefan Procopiu                     | 1890–1972        | fizician                                            | membru titular      | 1955          |
| Alexe Procopovici                   | 1884–1946        | lingvist, filolog                                   | membru corespondent | 1919          |
| David Prodan                        | 1902–1992        | istoric                                             | membru titular      | 1955          |
| Iuliu Prodan                        | 1875–1959        | botanist                                            | membru corespondent | 1955          |
| Nicolae Profiri                     | 1886–1967        | inginer                                             | membru titular      | 1948          |
| Dumitru Protase                     | 1926 -           | istoric                                             | membru de onoare    | 2003          |
| Dumitru-Dorin Prunariu              | 1952 -           | inginer                                             | membru de onoare    | 2011          |
| Ilarion Pușcariu                    | 1842–1922        | pedagog, istoric                                    | membru de onoare    | 1916          |
| Ioan Pușcariu                       | 1824–1911        | istoric, scriitor                                   | membru titular      | 1900          |
| Sextil Pușcariu                     | 1877–1948        | lingvist, filolog                                   | membru titular      | 1914          |

## Q
| Nume                  | An naștere/deces | Ocupație                            | Membru         | Anul alegerii |
| --------------------- | ---------------- | ----------------------------------- | -------------- | ------------- |
| Nicolae Ch. Quintescu | 1841–1913        | critic literar, filolog, traducător | membru titular | 1877          |

## R
| Nume                          | An naștere/deces | Ocupație                               | Membru              | Anul alegerii |
| ----------------------------- | ---------------- | -------------------------------------- | ------------------- | ------------- |
| Ion Rachmuth                  | 1911–1990        | economist                              | membru corespondent | 1955          |
| Emil Racoviță                 | 1868–1947        | biolog                                 | membru titular      | 1920          |
| Lothar Rădăceanu              | 1899–1955        | politician                             | membru titular      | 1955          |
| Elie Radu                     | 1853–1931        | inginer                                | membru de onoare    | 1926          |
| Vasile Gh. Radu               | 1903–1982        | zoolog                                 | membru corespondent | 1948          |
| Ion Răducanu                  | 1884–1964        | economist, politician                  | membru corespondent | 1936          |
| Alexandru D. Rădulescu        | 1886–1979        | medic, scriitor                        | membru titular      | 1955          |
| Andrei Rădulescu              | 1880–1959        | jurist, istoric                        | membru titular      | 1920          |
| Constantin (Costin) Rădulescu | 1932–2002        | speolog, paleontolog                   | membru corespondent | 1993          |
| Dan P. Rădulescu              | 1928–            | geolog                                 | membru titular      | 1993          |
| Eugen H. Rădulescu            | 1904–1993        | inginer agronom                        | membru titular      | 1963          |
| Gheorghe Aurelian Rădulescu   | 1907–2002        | inginer chimist                        | membru de onoare    | 1992          |
| Ion Heliade Rădulescu         | 1802–1872        | scriitor, filolog, politician          | membru fondator     | 1867          |
| Nicolae Al. Rădulescu         | 1905–1989        | geograf                                | membru corespondent | 1948          |
| Constantin Rădulescu-Motru    | 1868–1957        | filozof, psiholog                      | membru titular      | 1923          |
| Ion A. Rădulescu-Pogoneanu    | 1870–1945        | pedagog                                | membru corespondent | 1919          |
| Remus Răduleț                 | 1904–1984        | inginer                                | membru titular      | 1963          |
| Francisc Iosif Rainer         | 1874–1944        | medic, antropolog                      | membru de onoare    | 1943          |
| Mihai Ralea                   | 1896–1964        | sociolog, psiholog, eseist, politician | membru titular      | 1948          |
| Grigore Râmniceanu            | 1845–1915        | medic                                  | membru corespondent | 1890          |
| Mihail M. Râmniceanu          | 1854–1915        | inginer                                | membru corespondent | 1904          |
| Victor Râmniceanu             | 1856–1933        | jurist                                 | membru de onoare    | 1923          |
| Aurel Rășcanu                 | 1950–            | matematician                           | membru corespondent | 2022          |
| Vasile Rășcanu                | 1885–1980        | medic, fiziolog                        | membru titular      | 1955          |
| Alexandru Rău                 | 1900–1993        | inginer                                | membru de onoare    | 1993          |
| Liviu Rebreanu                | 1885–1944        | scriitor                               | membru titular      | 1939          |
| Vladimir de Repta             | 1842–1926        | mitropolit                             | membru de onoare    | 1919          |
| Camil Ressu                   | 1880–1962        | pictor                                 | membru titular      | 1955          |
| Emanoil Riegler               | 1854–1929        | medic, farmacolog                      | membru corespondent | 1904          |
| Raluca Ripan                  | 1894–1975        | chimist                                | membru titular      | 1948          |
| Constantin F. Robescu         | 1839–1920        | inginer agronom                        | membru corespondent | 1871          |
| Ioan Robu                     | 1944 -           | arhiepiscop                            | membru de onoare    | 2001          |
| Mihai Roller                  | 1908–1958        | politician, istoric                    | membru titular      | 1948          |
| Alexandru Roman               | 1826–1897        | îndrumator cultural, publicist         | membru fondator     | 1866          |
| Visarion Roman                | 1833–1885        | publicist, politician                  | membru corespondent | 1877          |
| Dionisie Romano               | 1806–1873        | episcop, cărturar, traducător          | membru de onoare    | 1868          |
| Alexandru Roșca               | 1906–1996        | psiholog                               | membru titular      | 1991          |
| Dumitru D. Roșca              | 1895–1980        | filozof                                | membru titular      | 1974          |
| Moses Rosen                   | 1912–1994        | rabin                                  | membru de onoare    | 1992          |
| Alexandru Rosetti             | 1895–1990        | lingvist, filolog                      | membru titular      | 1948          |
| Constantin A. Rosetti         | 1816–1885        | scriior, publicist, politician         | membru fondator     | 1867          |
| Radu R. Rosetti               | 1877–1949        | general, istoric                       | membru titular      | 1934          |
| Theodor G. Rosetti            | 1837–1923        | publicist, politician                  | membru de onoare    | 1891          |
| Viktor Roth                   | 1874–1936        | preot, istoric                         | membru de onoare    | 1926          |
| Ludovic Iosif Urban Rudescu   | 1908–1992        | biolog                                 | membru corespondent | 1963          |
| Demostene Russo               | 1869–1938        | filolog, istoric                       | membru corespondent | 1919          |
| Adrian Rusu                   | 1946–2012        | inginer                                | membru corespondent | 1994          |
| Dorina-Elena Rusu             | 1951 -           | istoric                                | membru corespondent | 2015          |
| Dragoș Rusu                   | 1910–1994        | jurist                                 | membru de onoare    | 1993          |

## S
| Nume                            | An naștere/deces | Ocupație                                          | Membru              | Anul alegerii |
| ------------------------------- | ---------------- | ------------------------------------------------- | ------------------- | ------------- |
| Mihail Sadoveanu                | 1880–1961        | scriitor                                          | membru titular      | 1921          |
| Oscar Sager                     | 1894–1981        | medic                                             | membru titular      | 1963          |
| Andrei Șaguna                   | 1808–1873        | mitropolit                                        | membru de onoare    | 1871          |
| Alexandru Sahia                 | 1908–1937        | scriitor                                          | membru post-mortem  | 1948          |
| Victor Emanuel Sahini           | 1927–2017        | chimist                                           | membru titular      | 1990          |
| Marius Sala                     | 1932–2018        | lingvist                                          | membru titular      | 2001          |
| Traian Lorin Sălăgean           | 1929–1993        | inginer                                           | membru titular      | 1990          |
| Nicolae Sălăgeanu               | 1907–1988        | botanist                                          | membru titular      | 1963          |
| Alfons Oscar Saligny            | 1853–1903        | chimist                                           | membru corespondent | 1902          |
| Anghel Saligny                  | 1854–1925        | inginer                                           | membru titular      | 1897          |
| Ion Sălișteanu                  | 1929–2011        | pictor                                            | membru corespondent | 2006          |
| Constantin Sandu-Aldea          | 1874–1927        | inginer agronom, scriitor                         | membru corespondent | 1919          |
| Constantin A. Sandu-Ville       | 1897–1969        | inginer agronom                                   | membru corespondent | 1955          |
| Aureliu Emil Săndulescu         | 1932–2019        | fizician                                          | membru titular      | 1992          |
| Mircea Ioan Valentin Săndulescu | 1933–2015        | inginer geolog                                    | membru titular      | 1994          |
| Alexandru S. Sanielevici        | 1899–1969        | fizician                                          | membru corespondent | 1955          |
| Simion Sanielevici              | 1870–1963        | matematician                                      | membru de onoare    | 1948          |
| Theofil Sauciuc-Săveanu         | 1884–1971        | istoric                                           | membru corespondent | 1945          |
| Emilia Saulea                   | 1904–1998        | geolog                                            | membru de onoare    | 1993          |
| Nicolae N. Săulescu             | 1939 -           | inginer                                           | membru titular      | 2009          |
| Mircea Ion Savul                | 1895–1964        | geolog, geochimist                                | membru titular      | 1963          |
| Alice Săvulescu                 | 1905–1970        | botanist                                          | membru titular      | 1963          |
| Traian Săvulescu                | 1889–1963        | botanist                                          | membru titular      | 1936          |
| Ion G. Sbiera                   | 1836–1916        | folclorist, istoric literar                       | membru fondator     | 1866          |
| Horia Scutaru-Ungureanu         | 1943–2014        | fizician                                          | membru titular      | 1995          |
| Eugen Segal                     | 1933 - 2013      | chimist                                           | membru titular      | 2009          |
| Mihail Șerban                   | 1930–2004        | biochimist                                        | membru titular      | 2001          |
| Theodor Șerbănescu              | 1839–1901        | poet                                              | membru corespondent | 1894          |
| Petre Sergescu                  | 1893–1954        | matematician                                      | membru corespondent | 1937          |
| Ioan Silaghi Dumitrescu         | 1950–2009        | chimist                                           | membru corespondent | 2006          |
| Andrei P. Silard                | 1944–1993        | inginer                                           | membru corespondent | 1993          |
| Gheorghe Silaș                  | 1914–2001        | inginer                                           | membru corespondent | 1991          |
| Grigore Silași                  | 1836–1897        | filolog, folclorist                               | membru de onoare    | 1877          |
| Ion Alexandru Silberg           | 1937–2006        | chimist                                           | membru corespondent | 1996          |
| Cristian Sorin Silvestru        | 1955 -           | chimist                                           | membru titular      | 2017          |
| Anca Volumnia Sima              | 1952 -           | biofizician                                       | membru titular      | 2015          |
| Eugen Simion                    | 1933–2022        | critic, istoric literar                           | membru titular      | 1992          |
| Bogdan Simionescu               | 1948 -           | chimist                                           | membru titular      | 2009          |
| Cristofor I. Simionescu         | 1920–2007        | inginer chimist                                   | membru titular      | 1963          |
| Ion Th. Simionescu              | 1873–1944        | geolog, paleontolog                               | membru titular      | 1911          |
| Maya Simionescu                 | 1937 -           | biolog                                            | membru titular      | 1991          |
| Nicolae Simionescu              | 1926–1995        | medic                                             | membru titular      | 1991          |
| Marin Simionescu-Râmniceanu     | 1883–1964        | critic, istoric literar, scriitor                 | membru corespondent | 1919          |
| Zeno Virgil Gheorghe Simon      | 1935–2015        | chimist                                           | membru corespondent | 1997          |
| Dan Simonescu                   | 1902–1993        | istoric literar, bibliograf                       | membru de onoare    | 1992          |
| Anastase Simu                   | 1854–1935        | colecționar de artă                               | membru de onoare    | 1933          |
| Gheorghe Sin                    | 1942–2021        | agronom                                           | membru corespondent | 2006          |
| Ioanel Sinescu                  | 1951 -           | medic                                             | membru titular      | 2011          |
| Ivan Singer                     | 1929–2020        | matematician                                      | membru titular      | 2009          |
| Gheorghe Sion                   | 1822–1892        | scriitor                                          | membru titular      | 1868          |
| Tudor Sireteanu                 | 1943 -           | matematician                                      | membru corespondent | 2012          |
| Victor Slăvescu                 | 1891–1977        | economist, politician                             | membru titular      | 1939          |
| Ioan Slavici                    | 1848–1925        | scriitor                                          | membru corespondent | 1882          |
| Nichita P. Smochină             | 1894–1980        | jurist, istoric, etnograf, folclorist, politician | membru de onoare    | 1942          |
| Mircea Socolescu                | 1902–1993        | geolog, geofizician                               | membru de onoare    | 1993          |
| Matei Socor                     | 1908–1980        | compozitor, dirijor                               | membru corespondent | 1952          |
| Șerban C. Solacolu              | 1905–1980        | inginer chimist                                   | membru corespondent | 1963          |
| Mihai Șora                      | 1916–2023        | filozof, eseist                                   | membru de onoare    | 2012          |
| Marin Sorescu                   | 1936–1996        | scriitor                                          | membru titular      | 1992          |
| Eugenia D. Soru                 | 1901–1988        | chimist                                           | membru corespondent | 1955          |
| Virgil Șotropa                  | 1867–1954        | profesor                                          | membru de onoare    | 1943          |
| Gheorghe Spacu                  | 1883–1955        | chimist                                           | membru titular      | 1936          |
| Petru George Spacu              | 1906–1995        | chimist                                           | membru titular      | 1990          |
| Petre Spânul                    | 1894–1962        | veterinar                                         | membru corespondent | 1955          |
| Tiberiu Spârchez                | 1899–1977        | medic                                             | membru corespondent | 1963          |
| Theodor Dimitrie Speranția      | 1856–1929        | scriitor, folclorist                              | membru corespondent | 1891          |
| Victor Spinei                   | 1943 -           | istoric, arheolog                                 | membru titular      | 2015          |
| Henri H. Stahl                  | 1901–1991        | sociolog, jurist, istoric                         | membru titular      | 1990          |
| Irimie Staicu                   | 1905–1989        | inginer agronom, agrotehnician                    | membru corespondent | 1963          |
| Constantin (Costache) Stamati   | 1786–1869        | scriitor, traducător                              | membru fondator     | 1866          |
| Aurelian Stan                   | 1910–2003        | inginer                                           | membru de onoare    | 1993          |
| Ștefan Stâncă                   | 1865–1897        | medic                                             | membru post-mortem  | 1948          |
| Carol Stanciu                   | 1938 -           | medic, gastroenterolog                            | membru de onoare    | 2004          |
| Dimitrie D. Stancu              | 1927–2014        | matematician                                      | membru de onoare    | 1999          |
| Zaharia Stancu                  | 1902–1974        | scriitor                                          | membru titular      | 1955          |
| Nichita Stănescu                | 1933–1983        | scriitor                                          | membru post-mortem  | 1990          |
| Vasile Stănescu                 | 1925–2019        | economist, jurist                                 | membru de onoare    | 1999          |
| Dumitru Stăniloae               | 1903–1993        | preot, filozof                                    | membru titular      | 1991          |
| Gheorghe Ștefan                 | 1899–1980        | istoric, arheolog                                 | membru corespondent | 1952          |
| Gheorghe M. Ștefan              | 1948 -           | inginer electronist                               | membru corespondent | 2011          |
| Teodor V. Ștefanelli            | 1849–1920        | istoric, scriitor                                 | membru titular      | 1910          |
| Grigoriu Ștefănescu             | 1836–1911        | geolog, paleontolog                               | membru titular      | 1876          |
| Melchisedec Ștefănescu          | 1823–1892        | episcop, istoric                                  | membru titular      | 1870          |
| Sabba S. Ștefănescu             | 1902–1994        | geolog                                            | membru titular      | 1963          |
| Sabba Ștefănescu                | 1857–1931        | geolog, paleontolog                               | membru corespondent | 1893          |
| Stefan Ștefănescu               | 1929–2018        | istoric                                           | membru titular      | 1992          |
| Florian Ștefănescu-Goangă       | 1881–1958        | psiholog                                          | membru corespondent | 1937          |
| Jean Alexandru Steriade         | 1880–1956        | pictor, ilustrator                                | membru de onoare    | 1948          |
| Barbu Știrbei                   | 1872–1946        | politician                                        | membru de onoare    | 1929          |
| Stanciu Stoian                  | 1900–1984        | pedagog                                           | membru corespondent | 1963          |
| Petre Stoica                    | 1949 -           | inginer                                           | membru de onoare    | 1999          |
| Constantin C. Stoicescu         | 1881–1944        | jurist                                            | membru corespondent | 1936          |
| Nicolae Stoicescu               | 1924–1999        | istoric                                           | membru de onoare    | 1993          |
| Simion Stoilow                  | 1887–1961        | matematician                                      | membru titular      | 1945          |
| Ioan Străjescu                  | 1833–1873        | politician                                        | membru fondator     | 1866          |
| Laurențiu Streza                | 1947 -           | teolog, mitropolit                                | membru de onoare    | 2015          |
| Gavril Ștrempel                 | 1926–2020        | istoric al culturii                               | membru de onoare    | 1993          |
| Vasile Stroescu                 | 1845–1926        | politician                                        | membru de onoare    | 1910          |
| Șerban Sturdza                  | 1947 -           | arhitect                                          | membru corespondent | 2010          |
| Dimitrie A. Sturdza             | 1833–1914        | istoric, politician                               | membru titular      | 1871          |
| Dimitrie C. Sturdza-Scheianu    | 1839–1920        | istoric, politician                               | membru de onoare    | 1907          |
| Marius Sturza                   | 1876–1954        | medic                                             | membru de onoare    | 1938          |
| Gheorghe Claudiu Suciu          | 1905–1990        | chimist                                           | membru titular      | 1990          |
| Vasile Suciu                    | 1873–1935        | mitropolit                                        | membru de onoare    | 1919          |
| Alexandru Surdu                 | 1938–2020        | filozof                                           | membru titular      | 1993          |
| Ion C. Suruceanu                | 1851–1897        | istoric                                           | membru de onoare    | 1888          |
| Alexandru A. Suțu               | 1837–1919        | medic                                             | membru corespondent | 1888          |
| Mihail C. Șuțu                  | 1841–1933        | istoric                                           | membru titular      | 1909          |
| Iosif Szabo                     | 1803–1874        | botanist, farmacist                               | membru de onoare    | 1872          |

## T
| Nume                       | An naștere/deces | Ocupație                                        | Membru              | Anul alegerii |
| -------------------------- | ---------------- | ----------------------------------------------- | ------------------- | ------------- |
| Orest Tafrali              | 1876–1937        | istoric                                         | membru corespondent | 1936          |
| Ion Tănăsescu              | 1892–1959        | chimist                                         | membru titular      | 1955          |
| Cătălin Tănase             | 1962 -           | botanist-micolog                                | membru corespondent | 2018          |
| Florin-Teodor Tănăsescu    | 1932-            | inginer                                         | membru de onoare    | 2021          |
| Tudor A. Tănăsescu         | 1901–1961        | inginer                                         | membru corespondent | 1952          |
| Ioan Tanoviceanu           | 1858–1917        | jurist                                          | membru corespondent | 1897          |
| Cornel Țăranu              | 1934 -           | compozitor                                      | membru corespondent | 2012          |
| Gheorghe Tașcă             | 1875–1964        | economist                                       | membru corespondent | 1926          |
| Gheorghe Tătărescu         | 1886–1957        | politician                                      | membru de onoare    | 1937          |
| Grigore Tăușan             | 1874–1952        | filozof                                         | membru de onoare    | 1939          |
| Nicolae Teclu              | 1839–1916        | chimist                                         | membru titular      | 1879          |
| Gheorghe Tecuci            | 1954 -           | inginer                                         | membru titular      | 1993          |
| Pompiliu Teodor            | 1930–2001        | istoric                                         | membru corespondent | 1990          |
| Nicolae Teodoreanu         | 1889–1977        | veterinar                                       | membru corespondent | 1952          |
| Anibal Teodorescu          | 1881–1971        | jurist                                          | membru corespondent | 1945          |
| Emanoil C. Teodorescu      | 1866–1949        | botanist                                        | membru titular      | 1945          |
| Horia-Nicolai Teodorescu   | 1951 -           | inginer                                         | membru titular      | 2017          |
| Nicolae-Victor Teodorescu  | 1908–2000        | matematician                                    | membru titular      | 1963          |
| Paul Teodorescu            | 1888–1981        | general                                         | membru corespondent | 1938          |
| Virgil Teodorescu          | 1909–1987        | scriitor                                        | membru corespondent | 1974          |
| Gabriel Țepelea            | 1916–2012        | istoric literar, scriitor, politician           | membru de onoare    | 1993          |
| Friedrich Teutsch          | 1852–1933        | episcop, istoric                                | membru de onoare    | 1919          |
| Basil Theodorescu          | 1891–1967        | medic                                           | membru titular      | 1965          |
| Răzvan Theodorescu         | 1939–2023        | istoric al culturii, istoric de artă            | membru titular      | 2000          |
| Alexandru Timotin          | 1925–2007        | inginer                                         | membru titular      | 1999          |
| Nicolae Tipei              | 1913–1999        | inginer                                         | membru corespondent | 1963          |
| Gheorghe Țițeica           | 1873–1939        | matematician                                    | membru titular      | 1913          |
| Șerban Țițeica             | 1908–1986        | fizician                                        | membru titular      | 1955          |
| Nicolae Titulescu          | 1882–1941        | diplomat, politician                            | membru titular      | 1935          |
| Grigore Tocilescu          | 1850–1909        | istoric, arheolog, epigrafist, folclorist       | membru titular      | 1890          |
| Alexandru Todea            | 1912–2002        | cardinal, mitropolit                            | membru de onoare    | 1992          |
| Sigismund Toduță           | 1908–1991        | compozitor, muzicolog                           | membru corespondent | 1991          |
| Alexandru Toma             | 1875–1954        | scriitor                                        | membru titular      | 1948          |
| Constantin I. Toma         | 1935–2020        | botanist-morfologist                            | membru corespondent | 2012          |
| Victor Toma                | 1922–2008        | inginer                                         | membru de onoare    | 1993          |
| Ioan Tomescu               | 1942 -           | matematician                                    | membru corespondent | 2000          |
| Vasile Tonoiu              | 1941 -           | filozof                                         | membru titular      | 2003          |
| Vladimir Țopa              | 1929–2006        | fizician                                        | membru corespondent | 1993          |
| George Topîrceanu          | 1886–1937        | scriitor                                        | membru corespondent | 1936          |
| Ilie E. Torouțiu           | 1888–1953        | critic, istoric literar, folclorist, traducător | membru corespondent | 1936          |
| Vladimir Trebici           | 1916–1999        | demograf, sociolog                              | membru titular      | 1992          |
| Radu Z. Tudose             | 1928–2008        | inginer chimist                                 | membru corespondent | 1991          |
| Victor Tufescu             | 1908–2000        | geograf                                         | membru titular      | 1992          |
| Dan Tufiș                  | 1954 -           | inginer                                         | membru titular      | 2011          |
| Andrei Țugulea             | 1928–2017        | inginer                                         | membru titular      | 1999          |
| Ion Țurai                  | 1907–1970        | medic                                           | membru corespondent | 1955          |
| Alexandru Tzigara-Samurcaș | 1872–1952        | istoric de artă                                 | membru corespondent | 1938          |

## U
| Nume                        | An naștere/deces | Ocupație                                     | Membru              | Anul alegerii |
| --------------------------- | ---------------- | -------------------------------------------- | ------------------- | ------------- |
| George N. Udrischi          | 1867 – 1958      | medic chirurg de medicină veterinară         | membru de onoare    | 1946          |
| Gheorghe Udubașa            | 1938 - 2019      | geolog                                       | membru titular      | 2017          |
| Alexandru Ungureanu         | 1941 -           | geograf                                      | membru corespondent | 1995          |
| Vasile Urechia-Alexandrescu | 1834 – 1901      | istoric, scriitor, politician                | membru fondator     | 1867          |
| Ioan Ursu                   | 1875 – 1925      | istoric                                      | membru titular      | 1910          |
| Ioan Ursu                   | 1928 – 2007      | fizician                                     | membru titular      | 1974          |
| Neculai Alexandru Ursu      | 1926–2016        | lingvist, filolog, editor și istoric literar | membru corespondent | 2013          |

## V
| Nume                       | An naștere/deces | Ocupație                                               | Membru              | Anul alegerii |
| -------------------------- | ---------------- | ------------------------------------------------------ | ------------------- | ------------- |
| Iulian Văcărel             | 1928–2019        | economist                                              | membru titular      | 1994          |
| Victor Vâlcovici           | 1885–1970        | matematician                                           | membru titular      | 1965          |
| George Vâlsan              | 1885–1935        | geograf                                                | membru titular      | 1920          |
| Augustin Vancea            | 1892–1973        | geolog                                                 | membru corespondent | 1963          |
| Petre Vancea               | 1902–1986        | medic                                                  | membru corespondent | 1963          |
| Ștefan Vârgolici           | 1843–1897        | critic literar, traducător, publicist                  | membru corespondent | 1887          |
| Pavel Vasici-Ungureanu     | 1806–1881        | medic, scriitor                                        | membru titular      | 1879          |
| Nicolae Vasilescu-Karpen   | 1870–1964        | inginer                                                | membru titular      | 1923          |
| Amilcar P. Vasiliu         | 1900–1994        | inginer agronom                                        | membru titular      | 1963          |
| Emanuel Vasiliu            | 1929–2001        | lingvist                                               | membru titular      | 1992          |
| Haralambie Vasiliu         | 1880–1953        | agrochimist                                            | membru post-mortem  | 1990          |
| Dumitru Vatamaniuc         | 1920–2018        | critic, istoric literar                                | membru de onoare    | 2001          |
| Virgil I. Vătășianu        | 1902–1993        | istoric de artă                                        | membru titular      | 1974          |
| Ladislau Vekas             | 1945 -           | fizician                                               | membru corespondent | 2012          |
| Vasile N. Velican          | 1904–1984        | inginer agronom                                        | membru corespondent | 1963          |
| Ștefan Vencov              | 1899–1955        | fizician                                               | membru corespondent | 1948          |
| Tudor Vianu                | 1897–1964        | estetician, istoric, criitic literar, eseist, scriitor | membru titular      | 1955          |
| Gheza Vida                 | 1913–1980        | sculptor                                               | membru corespondent | 1974          |
| Grigore Vieru              | 1935–2009        | poet, scriitor                                         | membru corespondent | 1993          |
| Marius Petre Visarion      | 1929–2006        | inginer geofizician                                    | membru corespondent | 1991          |
| Matei Vișniec              | 1956–            | dramaturg și poet                                      | membru de onoare    | 2025          |
| Alexandru M. Vitzu         | 1852–1902        | zoolog                                                 | membru corespondent | 1897          |
| Ionel Valentin Vlad        | 1943–2017        | inginer , fizician                                     | membru titular      | 2009          |
| Radu I. Vlădescu           | 1886–1963        | veterinar, biochimist                                  | membru titular      | 1955          |
| Gheorghe Vlăduțescu        | 1937 -           | filozof                                                | membru titular      | 1999          |
| Alexandru Vlahuță          | 1858–1919        | scriitor                                               | membru post-mortem  | 1948          |
| Aurel Vlaicu               | 1882–1913        | inginer, pilot                                         | membru post-mortem  | 1948          |
| Mihail Voicu               | 1943 -           | inginer                                                | membru corespondent | 2006          |
| Victor A. Voicu            | 1939 -           | general, medic, farmacolog                             | membru titular      | 2001          |
| Marin Gh. Voiculescu       | 1913–1991        | medic                                                  | membru titular      | 1990          |
| Vasile Voiculescu          | 1884–1963        | medic, scriitor                                        | membru post-mortem  | 1993          |
| Vlad Voiculescu            | 1913–2001        | medic                                                  | membru titular      | 1991          |
| Radu P. Voinea             | 1923–2010        | inginer                                                | membru titular      | 1974          |
| Dimitrie Voinov            | 1867–1951        | zoolog, histolog, citolog                              | membru titular      | 1927          |
| Ștefan Voitec              | 1900–1984        | politician                                             | membru titular      | 1980          |
| Nestor Vornicescu          | 1927–2000        | mitropolit                                             | membru de onoare    | 1992          |
| Gheorghe Vrânceanu         | 1900–1979        | matematician                                           | membru titular      | 1955          |
| Alexandru-Viorel Vrânceanu | 1927–2014        | silvicultor                                            | membru de onoare    | 2011          |
| Traian Vuia                | 1872–1950        | inginer, inventator                                    | membru de onoare    | 1946          |
| Iosif Vulcan               | 1841–1907        | publicist, animator cultural, scriitor                 | membru titular      | 1891          |
| Romulus Vulcănescu         | 1912–1999        | etnolog, scriitor                                      | membru de onoare    | 1993          |
| Alexandru Vulpe            | 1931-2016        | istoric, arheolog                                      | membru titular      | 2009          |

## X
| Nume                 | An naștere/deces | Ocupație                     | Membru         | Anul alegerii |
| -------------------- | ---------------- | ---------------------------- | -------------- | ------------- |
| Alexandru D. Xenopol | 1847–1920        | istoric, economist, sociolog | membru titular | 1893          |

## Z
| Nume                      | An naștere/deces | Ocupație                    | Membru              | Anul alegerii |
| ------------------------- | ---------------- | --------------------------- | ------------------- | ------------- |
| Mircea Zaciu              | 1928–2000        | critic, istoric literar     | membru de onoare    | 1997          |
| Barbu Zaharescu           | 1906–2000        | economist                   | membru corespondent | 1955          |
| Maria-Magdalena Zaharescu | 1938 -           | chimist                     | membru titular      | 2015          |
| Gheorghe Zaman            | 1942–2021        | economist                   | membru corespondent | 2001          |
| Krikor H. Zambaccian      | 1889–1962        | critic, colecționar de artă | membru corespondent | 1948          |
| Cătălin Zamfir            | 1941 -           | sociolog                    | membru corespondent | 1991          |
| Nicolae Victor Zamfir     | 1952 -           | fizician                    | membru titular      | 2015          |
| Duiliu Zamfirescu         | 1858–1922        | scriitor                    | membru titular      | 1908          |
| Tudor Zamfirescu          | 1944 -           | matematician                | membru de onoare    | 2010          |
| Gheorghe Zane             | 1897–1978        | economist, istoric          | membru titular      | 1974          |
| George Zarnea             | 1920–2012        | medic, biolog               | membru titular      | 1994          |
| Sever I. Zotta            | 1874–1943        | istoric                     | membru corespondent | 1919          |
| Alexandru Zub             | 1934 -           | istoric                     | membru titular      | 2004          |
| Dorel Zugrăvescu          | 1930–2019        | inginer geofizician         | membru corespondent | 1991          |
| Ioan Zugrăvescu           | 1910–1989        | chimist                     | membru corespondent | 1963          |